# بابلو إسكوبار
بابلو إميليو إسكوبار خافيريا (بالإسبانية: Pablo Emilio Escobar Gaviria)، (1 ديسمبر 1949 - 2 ديسمبر 1993) هو بارون مخدرات وسياسي كولومبي، مؤسس وقائد منظمة كارتل ميديلين الإجرامية.
ولد من عائلة تعمل بالفلاحة، وقد أظهر إسكوبار مهاراته في العمل وهو صغير. بدأ حياته الإجرامية في أواخر ستينيات القرن العشرين في التهريب، وفي بداية الثمانينيات شارك في إنتاج وتسويق الماريجوانا والكوكايين إلى الخارج. أسس إسكوبار منظمة كارتل ميديلين بعد أن شكل تحالفات مع غونزالو رودريغيز غتشا، وكارلوس ليهدر، وخورخي لويس أوتشوا، وكانت المنظمة في ذروة قوتها تحتكر نشاط الكوكايين من الإنتاج إلى الاستهلاك، وسيطرت على أكثر من 80% من الإنتاج العالمي من المخدرات و75% من سوق المخدرات في الولايات المتحدة. وخلال عشر سنوات تمكن من تعزيز إمبراطوريته الإجرامية، وجعلته أقوى رجل في المافيا الكولومبية. تكونت لديه ثروة هائلة تقدر ما بين 25 و30 مليار دولار أمريكي (تعادل تقريبا 54 مليار دولار في عام 2016)، مما جعله أغنى رجل في العالم لمدة سبع سنوات متتالية وفقاً لمجلة فوربس.
في بداية الثمانينات حاول إسكوبار تلميع صورته من خلال أداء الأعمال الخيرية، والتوغل أيضاً في السياسة. وفي عام 1982 احتل مقعدًا في مجلس النواب الكولومبي، الذي كان جزءًا من الحركة الليبرالية البديلة، ومن خلالها كان مسؤولًا عن بناء المنازل وملاعب كرة القدم في غرب كولومبيا. اكتسب بذلك شعبية كبيرة لدى سكان المدن التي كان يتردد عليها. في عام 1983، فقد مقعده بتوجيهات مباشرة من وزير العدل رودريغو لارا، بعد أن نشرت صحيفة الإسبكتادور العديد من المنشورات عن أعماله غير الشرعية. وبعد عدة شهور قُتل كل من «رودريغو» ومدير الإسبكتادور غييرمو كانو إيساسا بأمر من بابلو إسكوبار.
في 1985 ازدهرت تجارة المخدرات وكذلك الكارتلات في كولومبيا، وأثارت حربا ضد الحكومة، وسببت قلقًا لرئيس الحكومة الكولومبية آنذاك بيليساريو بيتانكور، وقال إنه مستعد لمحاربتهم وتسليم تجار المخدرات إلى الولايات المتحدة. وبعد محاولتين للتفاوض واختطافات واغتيالات انتقائية لقضاة وموظفين عموميين، أعلنت كارتل ميديلين في عام 1989 بقيادة إسكوبار الحرب الشاملة ضد الدولة. نظم ومول شبكة واسعة من القتلة الأوفياء، وقد قتلوا شخصيات رئيسية لمؤسسات وطنية وارتكبوا أعمالًا إرهابية عشوائية باستخدام السيارات المفخخة في المدن الرئيسية للدولة، مما أدى إلى زعزعة استقرارها الأمر الذي جعل السلطات تركع «على ركبتيها». وفي أوائل تسعينيات القرن العشرين أصبح أكثر مجرم مطلوب للعدالة. كان مسؤلًاعن اغتيال 657 ضابط شرطة بين عامي 1989 و1993، كما كانت لديه مواجهات شرسة ضد كارتل كالي، والقوات الشبه عسكرية في «ماجدالينا ميديو» وأخيراً «لوس بيبيس (Los Pepes)».
بعد أن تأسست الجمعية الوطنية التأسيسية في عام 1991، التي أعطت كولومبيا دستورًا جديدًا يحظر تسليم المواطنين إلى الولايات المتحدة، قرر إسكوبار أن يقدم نفسه إلى العدالة بشرط أن يحجز في سجن «لاكاتدرال» الفاخر. وبعد أن ثبت أنه ما زال يرتكب الجرائم وهو خلف القضبان، قررت الحكومة نقله إلى سجن تقليدي، خطط بعدها إسكوبار للفرار، واستغل الجزء الخلفي من السجن الذي كان غير مراقب، وكانت أحد أكثر الحالات خزيا لسلطة السجون في البلاد. بعد هروبه شكلت الحكومة ما يسمى «كتلة البحث» للقبض عليه، وبعد 17 شهرًا من الملاحقة المكثفة، اقتربوا من القبض عليه لكنه حاول الهروب عبر أسطح المنازل في ميديلين، فتم إطلاق النار عليه وقتله، وذلك بعد عيد ميلاده الـ44 بيوم واحد.

## السيرة

### العائلة
ولد إسكوبار في 1 ديسمبر 1949، في مدينة ريونيغرو، في إدارة أنتيوكيا الكولومبية وكان الطفل الثالث من السبعة. كان والده «أبيل دي خيسوس إسكوبار إشيفيري» مزارعًا، ووالدته «هيرميلدا دي لوس دولوريس غافيريا بيريو» معلمة في مدرسة ابتدائية. أما إخوته حسب ترتيب الولادة: «روبرتو دي خيسوس» (اسمه المستعار «إل أوسيتو»)، و«غلوريا إينيس» و«ارجيميرو» و«ألبا مارينا» و«لوز ماريا» و«لويس فرناندو» (الأصغر، مولود في 1958 وقتل في 1977). وكان جده من أمه «روبرتو غافيريا كوباليدا»، الذي كان قد سبقه في الأنشطة غير المشروعة، حيث اشتهر في تهريب الويسكي عندما كان محظورا في بداية القرن العشرين، وكان «روبرتو غافيريا» أيضا جد المحامي الكولومبي والسياسي خوسيه أوبدوليو غافيريا، وجد المستشار الرئاسي السابق ألفارو أوريبي فيليز.
تحدث بابلو إسكوبار عن أصوله في مقابلة مع التلفزيون الوطني (ثمانينيات القرن 20) قائلاً:
كان من بعض أسلافه وأفراد أسرته السياسيون، ورجال الأعمال وأصحاب المزارع وعدد من نخبة أنتيوكيا. ومن بين أقاربه أيضا «إيزابيل دوكي غافيريا»، التي كانت سيدة كولومبيا الأولى زوجة كارلوس يوجينيو ريستريبو الرئيس الكولومبي، في الفترة بين عامي 1910 و1914.

### الطفولة والشباب
ولد إسكوبار في ريونيغرو، كولومبيا وترعرع بالقرب من مدينة ميديلين، ووفقاً لشهادة والدته، فإنه بدأت تظهر عليه النباهة والمكر وهو في الابتدائية؛ وعندما أصبح في الثانوية بدأت صفات القيادة تتضح عليه، وبدأ مع ابن عمه غوستافو غافيريا في أعمال تجارية صغيرة في ثانوية «لوكريسيو جارامييو فيليز» التي يدرسان فيها. وبدأ الاثنان ببيع تذاكر اليانصيب المزيفة، وتبادل القصص المصورة، وباعا الامتحانات وشهادات الثانوية العامة المزيفة،  وكانا يزوران الشهادات التي تمنحها جامعة «ميديلين لاتينياميريكانا» المستقلة، وكانا يقرضان الأموال بفائدة منخفضة. وبهذه الطريقة بدأ بابلو إسكوبار في تطوير «قدراته» للأعمال والتجارة. في عام 1969 أنهى دراسته الثانوية، ثم بدأ بالدراسة في كلية الاقتصاد التابعة لجامعة لاتينامريكانا حيث كان أبناء عمه يدرسون فيها، ومن بينهم السياسي الشهير خوسيه أوبدوليو، لكنه ترك الجامعة لأنه كان يفضل أن يكرس نفسه لأعماله الشخصية.

### الزواج والأطفال
تزوج إسكوبار من «ماريا فيكتوريا هيناو فاليخو» في 29 مارس 1976 كان عمره وقتها 26 عاما وهي كانت 15 عاما فقط. انجبا طفلين: «خوان بابلو إسكوبار» (حاليا: سيباستيان ماروكين) في 24 فبراير 1977 و«مانويلا اسكوبار هيناو» في 24 مايو 1984. واشتهر إسكوبار بعلاقاته غير الزوجية، وكان يميل إلى الفتيات القاصرات. وأحد صديقاته كانت فيرجينيا فاليخو، قبل أن تصبح شخصية تلفزيون شهيرة في كولومبيا. وبالرغم من ذلك، فقد كانت علاقته مع زوجته ماريا قوية حتى وفاته.

## المسيرة الإجرامية

### احتيالات الشوارع والاختطافات
بدأ إسكوبار مسيرته الإجرامية في عام 1966. ووفقاً للروايات، فقد كان يسرق شواهد القبور مع عصابته، ثم يعيد ترميمها وبيعها إلى مهربين محليين. وكان يبرر فعلته بأن الشواهد جاءت من أصحاب مقابر توقف زبائنها عن دفع ثمن الرعاية، وأن قريباً له يعمل في الآثار. وعلى الأرجح، فإن أول جرائمه كانت الحيل في الشوارع. ثم انتقل إلى سرقة السيارات وهو في سن العشرين. وقد كان هو وعصابته يسرقون السيارات ثم يفككونها ويبيعونها كقطع مجزأة. وبعد أن جمع ما يكفي من المال، تمكن من رشوة موظفي الخدمة المدنية لتعديل معلومات السيارات المسروقة. وقد اختفت بيانات التوقيف لتلك الفترة، ويبدو أن إسكوبار مكث في سجن ميديلين عدة أشهر قبل الذكرى السنوية العشرين. وسرعان ما حصل إسكوبار على سمعة سيئة. وبدأ بتجنيد المجرمين لخطف وحجز رؤساء ميديلين التنفيذيين من أجل الحصول على فدية. ويقال إنه كان يكسب تقريبا 100,000 دولار أمريكي من الاختطاف. وكان أحياناً يقتل المختطف رغم تلقيه مبالغ كبيرة. كما حصل مع رجل الأعمال الشهير دييجو إشافاريا ميساس، الذي تم اختطافه وقتله في نهاية المطاف وكان ذلك في صيف 1971. رغم حصول إسكوبار على فدية قدرها 50,000 دولار أمريكي من عائلة إشافاريا. ونتيجة لهذه الجريمة، أصبح إسكوبار شخصية شهيرة.
بعد أن حصل إسكوبار على المال من اختطافات مدير ميديلين التنفيذي دخل في تجارة المخدرات وبدأ في تحقيق طموحه بأن يصبح مليونيرا عن طريق العمل لصالح المهرب الشهير «ألفارو بريتو» الذي كان يعمل في جميع أنحاء ميديلين،  وعندما وصل سن 26 وصل المبلغ في حسابه إلى 100 مليون بيزو (أكثر من 3 ملايين دولار أمريكي).

### توزيع الكوكايين
في عام 1975، قُتل مهرب المخدرات في ميديلين فابيو أوتشوا ريستريبو، ويعتقد أن إسكوبار هو المسؤول عن مقتله؛ وقد استغل إسكوبار مقتله لتوسيع عملية تهريب المخدرات وبدأ في تطوير إمبراطوريته للكوكايين لتصبح أكبر إمبراطورية للمخدرات في التاريخ.
ذكر أخوه روبرتو في «قصة المحاسب» (The Accountant's Story)، أن هناك سببا لبابلو في دخوله في تجارة المخدرات، بقوله إن بيع وتهريب الممنوعات الأخرى أصبح خطيرا جداً في ذلك الوقت، بينما تهريب المخدرات لم يكن كذلك. وبما أنه لا يوجد اتحاد لتجارة المخدرات (كارتل)، وعدد قليل من بارونات المخدرات والمهربين أصبحت هناك فرصة للنمو استغلها إسكوبار. واستغل هذه المنطقة التي أراد أن تصبح تحت سيطرته. يقول روبرتو أيضا: إن إسكوبار بدأ في تطوير عملية الكوكايين، برحلات طيران بين كولومبيا وبنما لتهريب الكوكايين إلى الولايات المتحدة. بعدها اشترى 15 طائرة كبيرة جديدة، و6 طائرات هليكوبتر وطائرة ليرجيت. بعد ما اشترى طائرات جديدة متطورة، علق أول طائرة استخدمها فوق بوابة مزرعته في هاسيندا نابوليز.
قرر بابلو أن يشتري عجينة الكوكايين من البيرو وإعادة تكريرها في مختبر في منزل من طابقين في ميديلين. وفي أول زيارة له اشترى 14 كيلوغراما من العجينة، والتي كانت أول خطوة له لبناء إمبراطوريته. قام في البداية بتهريب الكوكايين في إطارات الطائرات القديمة، وعندما زاد الطلب على المخدرات في الولايات المتحدة بدأ بابلو بتهريب كميات أكبر وربح ما يقرب من 500,000 دولار أمريكي لكل رحلة، والتي كانت تعتمد على الكمية المهربة في الرحلة الواحدة.
في مايو 1976، تم إلقاء القبض على إسكوبار وعدد من رجاله عندما كان عائداً من الإكوادور إلي ميديلين ووجد في حوزته 18 كيلوغراما من عجينة الكوكايين البيضاء. حاول إسكوبار في البداية رشوة القضاة الذين وجهوا التهمة ضده لكنه لم ينجح. بعد عدة أشهر أمر بقتل الضابطين اللذين ألقيا القبض عليه، وأسقطت القضية عنه بعد ذلك. بعدها تعلم إسكوبار كيف يتعامل مع السلطات بفرض قانون «plata o plomo» وتعني «الفضة أو الرصاص»، وهي إما أن تقبل حكومة وشرطة وجيش كولومبيا بـ«الفضة» أو ستتلقى وابلا من «الرصاص».

### كارتل ميديلين والطريق إلى الشهرة

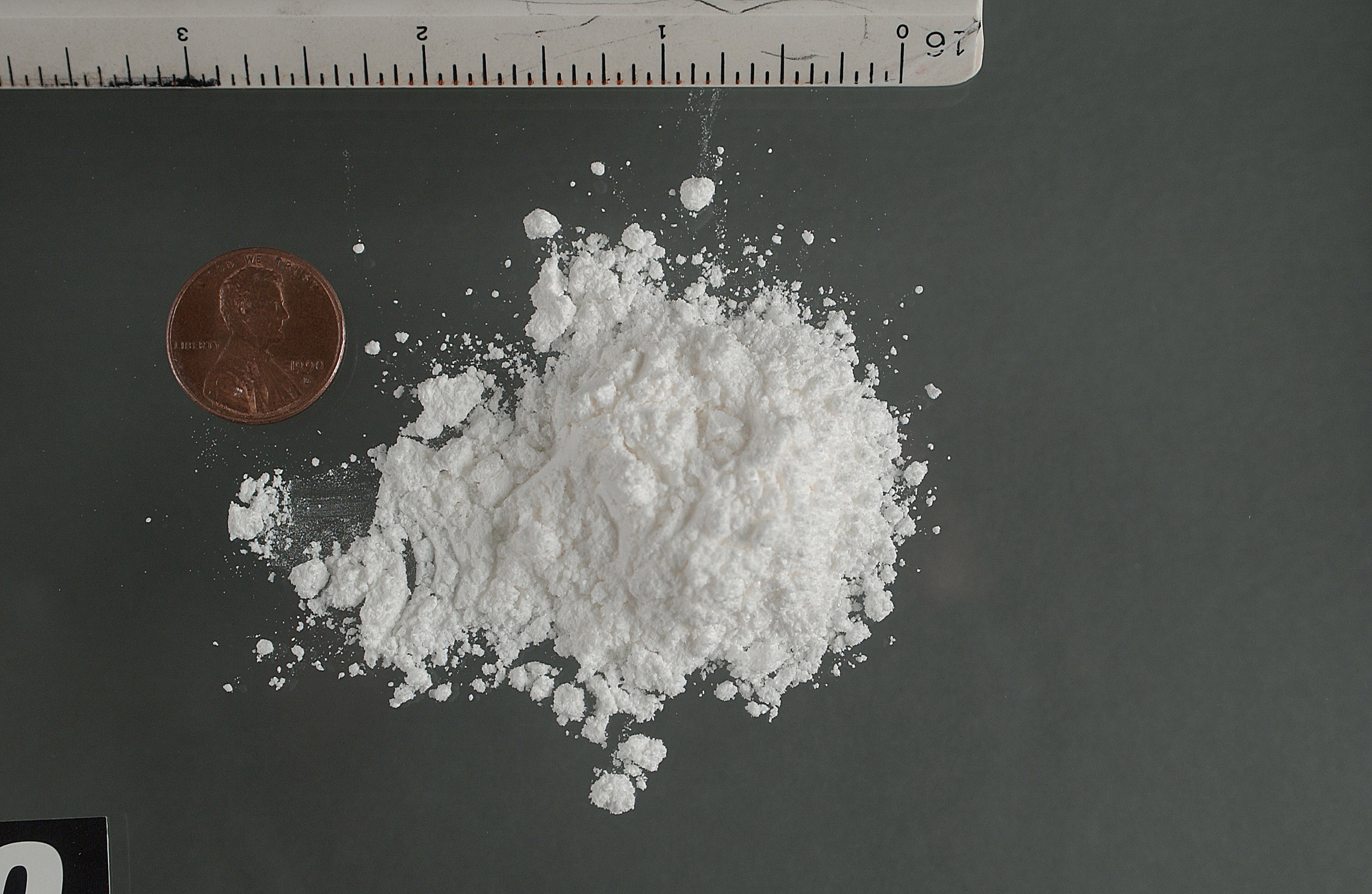
تصنيع مسحوق الكوكايين، وتعبئتها، وبيعها بواسطة بابلو اسكوبار ورفاقه، وتوزيعها في النهاية على سوق المخدرات في الولايات المتحدة.

تأسست كارتل ميديلين في أواخر سبعينيات القرن 20 بواسطة كل من الأخوين أوتشوا وإسكوبار وغونزالو رودريغيز غتشا حيث زاد تهريب الكوكايين وأصبح مصدر دخل كبير لمن يعمل في هذا المجال. وفي الواقع أنه في عام 1982 كانت أرباح تجارة الكوكايين الغير شرعية قد تجاوزت أرباح القهوة.
في ذروة نجاحها، أصبح ربح كارتل ميديلين على الأقل 60 مليون دولار في اليوم، و420 مليون دولار في الأسبوع. كانت تروج ما مقداره 84-90% من الكوكايين إلى الولايات المتحدة و80% تقريبا من السوق العالمي للمخدرات. للكارتل جماعات عديدة متفرقة، بعضهم أمريكان من البشرة البيضاء وكنديون وأوروبيون، ولهم دور في نقل وشحن الكوكايين إلى الولايات المتحدة وكندا وأوروبا.
عندما زاد الطلب على الكوكايين في الولايات المتحدة، جهز إسكوبار المزيد من الشحنات وجهز طرق وشبكات توزيع في جنوب فلوريدا، وكاليفورنيا. تعاون إسكوبار مع شريكه في الكارتل كارلوس ليهدر لوضع نقطة جديدة للشحن في باهاماس، تحديداً في جزيرة صغيرة تسمى (نورمان كاي) تقع جنوب شرق ساحل فلوريدا بحوالي 350 كم. لم يشتر إسكوبار جزيرة نورمان كاي، بل أصبحت خاصة لمشاريع كارلوس لهدر في التهريب. وقرر إسكوبار وروبرت فيسكو أن يشتريا معظم الأراضي في تلك الجزيرة، والتي تشمل مهبطا للطائرات وميناءا وفندقا ومنازل وقوارب وطائرات، وأنشآ فيها مستودع تبريد لتخزين الكوكايين. وقد استخدمت كطريق مركزي للتهريب لصالح منظمة كارتل ميديلين بين عامي 1978 - 1982. ومع الأرباح الهائلة الناتجة عن هذا الطريق، تمكن إسكوبار من شراء 20 كيلومترا مربعاً من الأراضي في أنتيوكيا بعدة ملايين من الدولارات وبنى فيها مزرعته الشهيرة (هاسيندا نابوليز). أنشأ فيها منزلاً فاخرا وحديقة حيوان وبحيرة وحديقة منحوتات وحلبة مصارعة للثيران، وملاهي لأسرته والكارتل.

استثمرت كارتل ميديلين ما بين 70-80 طن شهرياً من الكوكايين بشحنات متجهة من كولومبيا إلى الولايات المتحدة. وفي منتصف ثمانينيات القرن 20 وفي ذروة مسيرة إسكوبار الإجرامية، كانت كارتل ميديلين تشحن ما يصل إلى 11 طناً في الرحلة الواحدة إلى الولايات المتحدة والتي تعتبر أكبر حمولة يشحنها إسكوبار. بناءً على تقرير قدمه أخوه «روبرتو إسكوبار» فإن أكبر حمولة شحنها كانت 23,000 كيلوغرام مخلوطة مع عجينة أسماك مستخدماً قاربا. ويذكر أيضاً أنه بالإضافة إلى استخدامه للطائرات، فقد استخدم غواصتين صغيرتين لنقل الأحمال الضخمة دون كشفه من قبل أي سلطات حكومية للدول المجاورة.
سرعان ما اكتسب اسم بابلو إسكوبار الشهرة وأصبح معروفاً دولياً واكتسبت شبكته للمخدرات شهرة سيئة. كانت كارتل ميديلين تسيطر على معظم المخدرات التي تدخل الولايات المتحدة والمكسيك وبورتوريكو وجمهورية الدومينيكان وفنزويلا وإسبانيا. بدأت عملية إنتاج الكوكايين مع الكوكا تصنع في بوليفيا وبيرو من خلال اتصالات مع موزعين آخرين مثل روبرتو سواريز غوميز، لأن الكوكا التي تنمو في كولومبيا أقل جودة، بينما ازداد الطلب على الكوكايين بكميات كبيرة وجودة أعلى. بدأ إنتاج إسكوبار يصل إلى بلدان أخرى غير الولايات المتحدة ودول الغرب، بل شملت إنجلترا والأمريكتان وأنحاء إسبانيا (يشاع أنه وصل إلى آسيا أيضا).

### الأنشطة السياسية وإرهاب المخدرات
في عام 1982 أصبح إسكوبار عضواً في الحزب الليبرالي الكولومبي ثم أصبح عضواً مناوبا في مجلس النواب الكولومبي. قبل هذه الحملة كان مرشحاً لـ«حركة التجديد الليبرالية»، ولكنه اضطر إلى تركها بسبب المعارضة الصارمة من لويس كارلوس غالان المنافس الرئاسي المدعوم من «حركة التجديد الليبرالية». وبفضل مقعد إسكوبار في البرلمان فقد كان الممثل الرسمي للحكومة الكولومبية لمُبَايَعَة وتنصيب فيليبي غونثاليث الرئيس الثالث لإسبانيا.[بحاجة لمصدر]
في عام 1983، فقد إسكوبار مقعده بتوجيهات من وزير العدل رودريغو لارا بعد أن نشرت صحيفة الإسبكتادور منشورات عن أعماله الإجرامية. وبعد ثلاث شهور قتل «رودريغو».
كان حلم إسكوبار وهو صغير أن يصبح رئيسا لكولومبا، لكن هذا الحلم قد تحطم. وفي هذه الفترة كانت الولايات المتحدة قد بدأت تضغط على الحكومة الكولومبة للقبض عليه وتسليمه، وحينها لجأ إسكوبار إلى ما كان يريده وهو استخدام الإرهاب للتأثير على السياسة الكولومبية.
عندما اغتيل رودريغو لارا في 30 أبريل 1984 بأوامر من إسكوبار، كانت البداية لتاريخ «إرهاب المخدرات». قرر الرئيس الكولومبي آنذاك بيليساريو بيتانكور قبل معارضة تبادل تسليم المجرمين الكولومبيين بأن يطلق سلسلة عمليات من قبل الشرطة للقبض على أعضاء ميديلين كارتل. وبهذا الإطار القانوني للنظام الأساسي للمخدرات يكون بيتانكور قد بدأ أول حرب كبيرة ضد الاتجار بالمخدرات؛ وضبط الأصول وضبطها وزيادة العقوبات والغرامات المفروضة على جرائم الاتجار بالمخدرات، وقد وجه انتباه القضاء الجنائي العسكري إليها. قرر زعماء الكارتل الرئيسيين اللجوء إلى بنما. وفي مايو 1984 لجأوا بما يسمى حوار بنما مع الرئيس السابق ألفونسو لوبيز ميكلسين في محاولة أخيرة للاقتراب إلى الدولة. ولكنها فشلت بسبب تسرب الحوارات إلى الصحافة. وبعد شهور قرروا العودة بشكل سري إلى البلد وأعلنوا بأن الحرب الشاملة ستكون مسألة وقت فقط.

### حصار قصر العدل

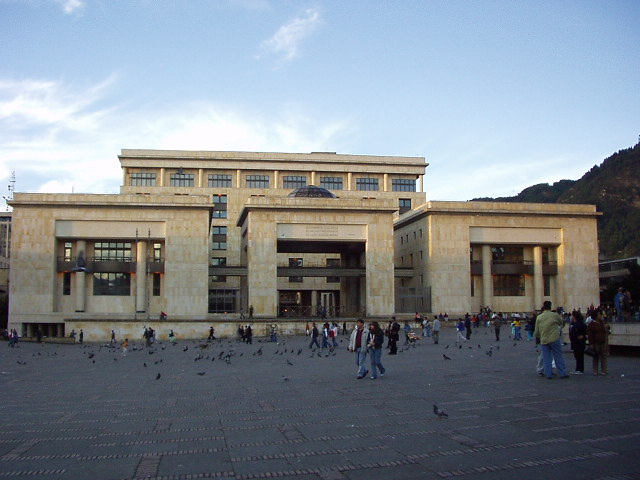
كان اسكوبار مسؤولاً مباشر عن المنشورات الإعلامية المختلفة لاقتحام المحكمة العليا الكولومبية عام 1985.

بعد عام من مقتل لارا بونيلا، ظل تجار المخدرات في كارتل ميديلين بدون عقاب وأطلق عليهم اسم «المعرضين للتسليم (Los Extraditables)» —وهي مجموعة من مهربي الكوكايين الذين كانوا تحت تهديد التسليم إلى الولايات المتحدة من قبل الحكومة الكولومبية— على الرغم من الإعلانات الحكومية لمحاربتهم، وقد توسع جهازهم الإجرامي عبر مناطق واسعة من البلد وفتحوا طرق جديدة لتهريب الكوكايين عن طريق نيكاراغوا وكوبا. وكان كل هذا بتواطؤ من بعض قطاعات القوة العامة، التي اشتريت على أساس المال والرعب.
وفي نوفمبر 1984 انفجرت سيارة مفخخة أمام السفارة الأمريكية في العاصمة الكولومبية كانت معدة من قبل جماعة «المعرضين للتسليم» وقد أسفرت عن مصرع شخص واحد، وفي يونيو 1985 أمرت الجماعة بقتل القاضي «توليو مانويل كاسترو جيل» الذي كان مسؤولا عن التحقيق في جريمة لارا بونيلا. وأصبحت علاقة إسكوبار غامضة مع العصابات بعد أَحْدَاث جماعة "MAS" -اختصار كلمة ("Muerte a Secuestradores" = الموت للخاطفين)- وبدأ بالتقرب من جماعة يسارية يطلق عليها اسم (حركة 19 أبريل "M-19") من خلال مؤسسها إيفان مارينو أوسبينا، ويعتقد بطريقة ما أن إسكوبار كان على علم بما يحصل في قصر العدل الكولومبي [الإنجليزية] من أحداث، وقد قدم الدعم المالي لتلك العملية؛ على الرغم من غموض الوقائع.
كان هذا الحصار انتقاما من المحكمة العليا التي كانت تدرس دستور معاهدة تسليم المجرمين المتورطين مع الولايات المتحدة، وقد أسفر هذا الاقتحام عن مقتل نصف القضاة في المحكمة. ودفعت حركة M-19 لاقتحام القصر وحرق جميع الأوراق وملفات جماعة «المعرضين للتسليم». وكان اسم إسكوبار ضمن هذه المجموعة. وتم التفاوض للإفراج عن الرهائن، وساعد على منع تسليم الأوراق والملفات إلى الولايات المتحدة عن جرائمهم.

### حروب الكارتلات

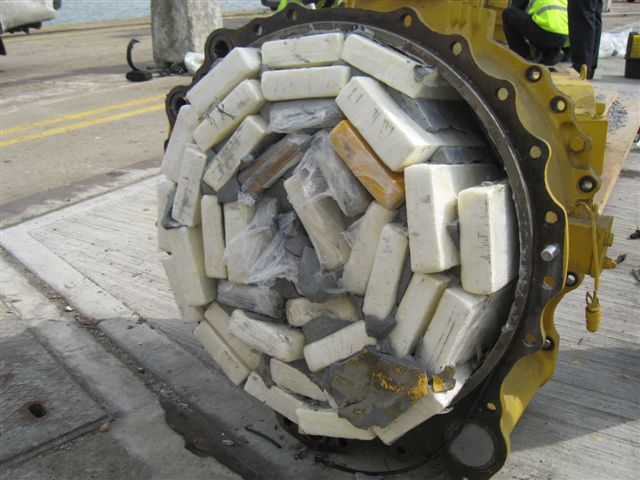
ترسل كارتل ميديلين الكوكايين من كولومبيا إلى الولايات المتحدة معبأة في حزم ومخبأة داخل قطع غيار الآلات، والسيارات، والغواصات، والقوارب وحتى في إطارات الطائرات الصغيرة. وتقدر الكمية ما يصل إلى 15 طناً كل يوم.

في سبتمبر 1986، عندما تعين فيرجيليو باركو فارغاس للرئاسة، أطلق مسلحون بدراجات نارية النار على القاضي «غوستافو زولاواغا سيرنا»، المسؤولية عن التحقيق في وفاة اثنين من وكلاء إدارة الأمن (DAS)، الذين اعتقلوا إسكوبار في عام 1978 لحيازة المخدرات والاتجار بها. وفي أكتوبر 1986، قتلوا «خايمي راميريز غوميز» عقيد شرطة مكافحة المخدرات. في 17 ديسمبر 1986 قتل «غييرمو كانو إيساسا» مدير صحيفة الإسبكتادور. وفي يناير 1987، أطلقت عصابة تابعة لإسكوبار هجوماً إرهابيا في بودابست (هنغاريا) مستهدفين «إنريكي باريجو غونزاليس»، وزير العدل السابق والسفير الكولومبي في ذلك البلد.
يعتقد أن إسكوبار هو من تسبب في القبض على كارلوس ليهدر وتسليمه للولايات المتحدة في يوم 4 فبراير 1987. وقد أدرك إسكوبار وبقية قيادة الكارتل خطر التسليم وقرروا مقاومته بتعزيز جهازهم العسكري والاقتصادي، وبدأوا بجمع الموارد الهامة من جميع تجار المخدرات، حتى من الذين لم يكونوا جزءاً من مجموعتهم، ليكونوا قادرين على تمويل التصعيد المتوقع للعنف. لكي يسيطر إسكوبار كان عليه أن يطهر المنظمة من الداخل ومن الذين نفاهم «بابلو كوريا أرويف»، واختطف عدد من المهربين في ديل فالي، وكانت من خلال تبادل فاشل للمصالح بين إسكوبار وغيلبرتو رودريغيز. طلب إسكوبار تسليم «أليخو بينيا» أحد رجال رودريغيز بسبب مشاكل حدثت بينه وبين «نيغرو بابون» أحد مساعدي إسكوبار المخلصين، لكن رودريغيز رفض تسليم «بينيا» مما دفع إسكوبار بأن يأمر باختطافه وقتله على يد «نيغرو بابون». تسببت هذه الجريمة في هلع الأخوة رودريغيز أوريجويلا وهيلمر هيريرا الملقب «باتشو» وخوسيه سانتاكروز لوندونو بأنهم سيكونون الضحايا التالين، وانقطعت العلاقات بين الكارتلين. في نوفمبر 1987 تم القبض على خورخي لويس أوتشوا في بوغا (فالي)، ويعتقد أنها نتيجة وشاية من مهربي كالي.
تسببت إعادة تسليم إسكوبار في الهجوم على الدولة؛ فبعد أيام قليلة تم إنقاذ المرشح السياسي والمرشح لرئاسة بلدية ميدلين «خوان غوميز مارتينيز» من محاولة اختطاف يعتقد أنها من تنفيذ جماعة «المعرضين للتسليم». ولم تتوقف المواجهة بالرغم من الإفراج عن «أوتشوا» وإعطائه حصانة من المثول أمام المحكمة بعد شهر. وفي الأيام الأولى من يناير 1987، أصدرت الحكومة أوامر -إذلال علني- بتسليم الأعضاء البارزين في المنظمة. وخلال تلك الأيام قامت عصابة إسكوبار بهجوم إرهابي ضد «باتشو هيريرا»، أصيب بسببها بجروح فقط. في 13 يناير قام باتشو بتفجير مبنى موناكو الذي تعيش فيه عائلة إسكوبار، واشتدت الحرب الدموية بين الكارتلين. انفجرت عدة قنابل في سلسلة صيدليات «لا ريباجا» التي يملكها رودريغيز أوريجويلا.
في 18 يناير 1988، اختطف جماعة إسكوبار المرشح لرئيس بلدية بوغوتا والرئيس المرتقب للجمهورية أندريس باسترانا أرانغو وأبقوه مخفيا لعدة أيام في مزرعة بالقرب من ريونيغرو. وفي 25 يناير 1988، تم اختطاف النائب العام للدولة (المدعي العام) كارلوس ماورو هويوس عندما كان متجهاً إلى مطار ريونيغرو (أنتيوكيا).
في نفس اليوم، قامت شرطة ريونيغرو بإطلاق سراح أندريس باسترانا، وتم قتل كارلوس هويوس انتقاماً بواسطة صديق إسكوبار المقرب جون خايرو فيلاسكيز الملقب (بوباي)، كان من المقرر الاحتفاظ بالرهينة مدة عشر ساعات وأن الخطة كانت اختطاف باسترانا وهويوس معاً في نفس المكان. وفي 22 مارس 1988 حدث إنزال جوي لحوالي 2,000 جندي من طائرات هليكوبتر وحصار بدعم من الدبابات على مزرعة بيزكوشو التي يملكها إسكوبار، لكن تم تحذيره في اللحظة الأخيرة وهرب.

### هجوم 1989 والمفاوضات
في بداية يوليو 1988، دخل الأمين العام للرئاسة «جيرمان مونتويا» في محادثات مع قادة «المعرضين للتسليم». وقد فسر تجار المخدرات هذه التصريحات كدعوة للحوار، وتم الرد في 15 سبتمبر برسالة إلى إدارة «فيرجيليو باركو»، وقد توصلوا إلى مشروع قانون العفو وخطة التسريح. لكن الولايات المتحدة رفضت الحوار مع تجار المخدرات، وتم تأجيل المحادثات وقدمت في النهاية كمبادرة شخصية من وسيط.
وكرد فعل على هذا الحوار الذي لم يقدم أي نتائج، بدأت كارتل ميديلين بسلسلة من الجرائم استهدفت القضاة ومسؤولين حكوميين وشخصيات عامة؛ في مارس 1989، قتلت المحامي المسؤول عن قضية لارا «هيكتور جيرالدو غالفيز»، وبعد شهرين نسفت مقر محطة تلفزيونية موندو فيجن. في 30 مايو في بوغوتا سمع دوي انفجار قوي في مسار موكب رئيس (DAS) للأمن الجنرال ميغيل مازا ماركيز قتل فيها 7 أشخاص. في 4 يوليو 1989، في ميديلين، تعرض العقيد فالديمار فرانكلين كوينتيرو لهجوم استهدف فيها حاكم أنتيوكيا «أنطونيو رولدان بيتانكور» حيث قتل فيها مع خمسة من رفاقه. في 28 يوليو 1989، اغتيلت القاضية «ماريا هيلينا دياز» مع اثنين من مرافقيها.
في 16 أغسطس 1989 قتلت عصابة إسكوبار قاضي المحكمة العليا في كونديناماركا «كارلوس ارنستو فالنسيا»، وفي 18 أغسطس، في ميدلين قتل العقيد «فالديمار فرانكلين كوينتيرو» إثر إصابته بوابل من الطلقات. وعلى الرغم من أن الجريمة قد وقعت في ساعات الصباح الأولى، إلا أنه في الليل كان هناك تجمع سياسي في سوتشا، تسلل عشرات المسلحين بقيادة رودريغيس غتشا خلال مظاهرة وقتلوا المرشح الرئاسي للحزب الليبرالي لويس كارلوس غالان لأنه كان العدو اللدود لمهربي المخدرات ومؤيد لتسليمهم إلى الولايات المتحدة، وهو الذي كانت لديه إمكانيات أكبر للوصول إلى الرئاسة. تم اتهام ألبرتو سانتوفيميو في هذه الجريمة لأنه كان مرشحاً لرئاسة الحزب الليبرالي في عام 1990.
تسبب مقتل غالان في توقف الحوارات بشكلٍ نهائي، وأعلنت الحرب على مهربي المخدرات كما قام بها بيتانكور قبل خمس سنوات. وبموجب المرسوم 1830 بتاريخ 19 أغسطس 1989، قرر «فيرجيليو فارغاس» أن يكون التسليم إداريا، دون الاعتماد على قرار محكمة العدل العليا؛ أذن المرسوم 1863 للقضاة العسكريين بممارسة التفتيش لأي مؤشرات على أشخاص أو أشياء تتعلق ببعض الجرائم؛ وأمر المرسوم 1856 بمصادرة جميع ممتلكات المهربين المنقولة وغير المنقولة؛ وبموجب المرسوم 1859 يتم الاعتقال في ظروف العزلة المطلقة والوقت الذي يتجاوز المعايير الدستورية من أشخاص لديهم دلائل خطيرة على ارتكابهم جرائم ضد الدولة وأمنها. وتم الترتيب لإنشاء مجموعة النخبة البالغ عددها 500 رجل بقيادة الكولونيل هوغو مارتينيز بوفيدا، وتهدف أساسا إلى صيد القادة الإرهابيين. بعد أيام شن الجيش والشرطة أكثر من 450 غارة في جميع أنحاء المنطقة واحتجزوا 13,000 شخصاً لهم علاقة بتهريب بالمخدرات.
في 23 أغسطس ردت منظمة «المعرضين للتسليم» على الحكومة برسالة موجهة إلى الجمهور، بالتحدي المماثل في الحرب الشاملة. مع 3000 مسلح ورابطة شبه مسلحة مدعومين بعدد كبير من السكان الخاضعين تحت سيطرتهم، بالإضافة إلى قوة مالية منحتهم السيطرة على 90% على الأقل من حركة الكوكايين في الخارج، وقد واجهت الدولة الكولومبية من كارتل ميديلين التفجيرات والاغتيالات الانتقائية. وأصبح الإرهاب كابوسا يومياً حيث وضع الحكومة الكولومبية تحت تهديد لم يحدث لها من قبل؛ في الفترة ما بين سبتمبر وديسمبر من عام 1989، حصل أكثر من 100 تفجير بمباني حكومية تقع في كل من بوغوتا، وميديلين، وكالي، وبوكارامانغا، وكارتاهينا، وبارانكيا وبيريرا، لحقت أيضا البنوك والمباني التجارية والبنى التحتية. بلغ عدد الهجمات من الإرهابيين في تلك الفترة 289 هجوماً، حيث بلغ عدد القتلى 300 مدني وأصيب أكثر من 1500 آخرين.
وفي 30 أغسطس 1989 انفجرت قنبلة في ميديلين، وفي 2 سبتمبر دمرت معظم مرافق صحيفة الإسبكتادور، في 11 سبتمبر قتل عصابة إسكوبار الزعيم الليبرالي «بيدرو بيليز غونزاليس»، وفي 21 سبتمبر قام عصابة إسكوبار بنسف 9 مقرات سياسية في تيوساكيلو [الإنجليزية] وفي 26 سبتمبر هاجموا فندق هيلتون في كارتاهينا. لم تتخلى السلطات عن جهودها رغم صعوبة إيقاف الانفجارات المستمرة، فقد قبضت على زعيمين: «إدواردو مارتينيز روميرو» و«رافائيل إل مونو أبيلو»، وسلمتهم إلى الولايات المتحدة. وقد ردت العصابات على ذلك، ففي 16 أكتوبر 1989 فجرت سيارة مفخخة مقر صحيفة فانغوارديا الليبرالية في بوكارامانغا وقتلت أربعة صحفيين. في 8 نوفمبر 1989، قتل عصابة اسكوبار القاضي «هيكتور خيمينيز رودريغيز» والصحفي «خورخي إنريكي بوليدو» حيث تلقى تهديدات قبلها عندما كان في طريق العودة إلى برنامجه «موندو فيجين» الإخباري، وبعد بث البرنامج تلقي عدة طلقات. وقتل أيضا «لويس فرانسيسكو ماديرو» (عضو مجلس النواب). وبحلول نهاية أكتوبر، قتل سبعة من رجال الشرطة في ميديلين، خمسة منهم في انفجار حافلة أمام نادي الضباط.

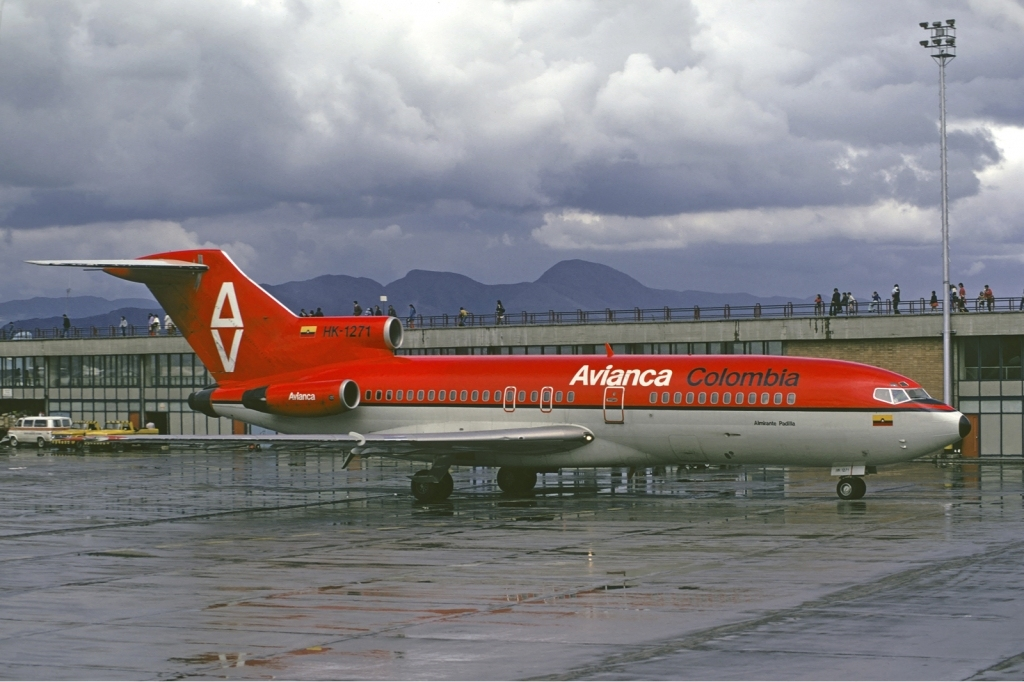
تم تفجير طائرة بوينغ 727 أفيانكا الرحلة 203 في 27 نوفمبر 1989 من قبل إسكوبار بهدف قتل سيزار غافيريا تروجيلو، الذي لم يركب الطائرة في آخر لحظة؛ توفي إثر هذا الحادث 110 أشخاص.

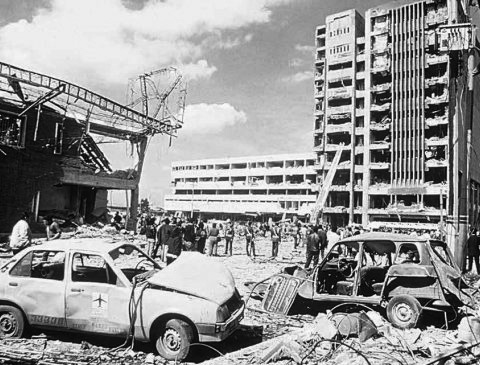
مبنى هيئة إدارة الأمن بعد محاولة الاغتيال الفاشلة للجنرال مازا ماركيز

في 23 نوفمبر 1989، انطلقت عملية الصاعقة متجهة إلى مزرعة «إل أورو» في كوكورنا (أنتيوكيا) التي يقطن فيها إسكوبار وخورخي أوتشوا. وتمكن إسكوبار من الفرار، لكن اثنين من رجاله قتلوا؛ أحدهم كان شقيق زوجته «فابيو هيناو»، وتم اعتقال 55 شخصاً. وبعد أربعة أيام في يوم 27 نوفمبر، قامت عصابة إسكوبار بتفجير طائرة أفيانكا في رحلتها 203 عندما كانت متجهة من بوغوتا إلى كالي وكان على متنها 101 راكبا و6 من أفراد الطاقم،  وكان الهدف من هذه العملية قتل سيزار جافيريا الذي كان مرشحاً لرئاسة 1990 خلفاً لغالان، لكنه لم يكن على متن الطائرة بناءً على نصائح مستشاريه. قتل في العملية جميع الركاب البالغ عددهم 107، اثنان منهم من الجنسية الأمريكية. في 6 ديسمبر 1989، وضعت عصابة إسكوبار حافلة مفخخة أمام مبنى إدارة الأمن (DAS) في محاولة لقتل مديرها الجنرال ميغيل مازا ماركيز، لكنه لم يصب بأذى خلال الانفجار بالرغم من أن المبنى قد دمر نصفه. كما أن الانفجار قد دمر أكثر من 200 مؤسسة تجارية حولها، وقتل 63 مدنياً وجرح 500 آخرين.

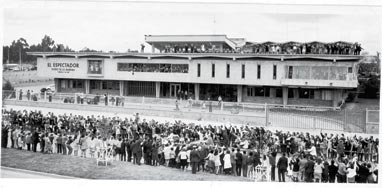
صحيفة إل إسبكتادور، أحد أقدم الصحف في الأمريكتين. كان موقفها صارما ضد تهريب المخدرات، وهي التي كشفت تفاصيل حياة إسكوبار الإجرامية بعد وصوله إلى مجلس النواب في عام 1982. قتل مديرها غييرمو كانو إيساسا بأوامر من إسكوبار في عام 1986. ودمرت مرافقها (في الصورة) بسيارة مفخخة في عام 1989، بأوامر من إسكوبار أيضا.

في 15 ديسمبر 1989، تمكنت حكومة باركو من قتل الزعيم الثاني لكارتل ميديين والقائد العسكري لها، الملقب بـ«المكسيكي» (رودريغيز غتشا). تم تحديد موقعه على يد أحد المخبرين في الساحل الشمالي للبلاد، حيث كان يختبئ عن أعين السلطات لأنه كان مسؤولاً عن أكثر من 2000 جريمة قتل وتبنى الهجوم على مبنى إدارة الأمن (DAS)، وقُتل بعد مطاردة شرسة بين بلديات تولو وكوفيناس في إدارة سوكري، وقد كان بصحبة ابنه «فريدي رودريغيز سلاديس»، وكبير الملازمين له «جيلبيرتو ريندون هورتادو»، وأربعة من القتلة في جهازه الأمني، وتعود إليه معظم الهجمات الإرهابية التي وقعت في الأشهر الأخيرة. وحاولت جماعة «المعرضين للتسليم» نهج إستراتيجية جديدة للحوار والتفاوض مع الحكومة، محاولين الضغط عليها؛ في 16 ديسمبر 1989 قاموا باختطاف «الفارو دييغو مونتويا» الابن الأكبر للأمين العام للرئاسة آنذاك، «جيرمان مونتويا فيليز» بالإضافة إلى اثنين من أقارب رئيس الجمهورية. ثم تم اقتراح تشكيل لجنة من شخصيات بارزة للتفاوض مع الإرهابيين من قبل الرئيس السابق ألفونسو لوبيز ميكلسين، بدعم من الرئيسين السابقين خوليو سيزار تورباي وميسايل باسترانا بوريرو و«الكاردينال ماريو ريبولو برافو» ورئيس الاتحاد الوطني «ديجو مونتانا كويلار». في 17 يناير 1990، استجابوا لهذا الاقتراح الذي ظهر في بيان على أنه طموح شرعي للتسامح القضائي وعبروا عن «إرادة حقيقية للتفاوض». وفور إطلاق سراح الرهائن قاموا بتسليم حافلة محملة بطن من المتفجرات، وأحد أكبر مختبرات معالجة المخدرات في شوكو. وفي المقابل، توقع تجار المخدرات إنشاء لجنة رفيعة المستوى تتولى الإجراءات القانونية التي تسمح باستسلامهم. ومع ذلك، لم يحدث شيء من ذلك أبداً وانتهت محاولة الحوار والتفاوض بموجة جديدة من الإرهاب. وتم خداعهم من قبل الحكومة وواجهوا هجوماً عسكرياً قويا في إنفيغادو، منطقة العمليات العسكرية المعلنة من قبل اللواء الرابع بقيادة الجنرال هارولد بيدويا بيزارو [الإنجليزية]، وقد وضعت جماعة «المعرضين للتسليم» حداً للهدنة في يوم 30 مارس، ووضعت مبلغاً مالياً على كل رأس شرطي ميت. شاركت ميديلين وضواحيها في حرب حضرية حقيقية بعد أول إعدام للقوات النظامية وبعد الهجوم على شاحنة مجموعة النخبة التي وقعت على جسر ايتاجوى في يوم 11 أبريل. أسفر هذا الهجوم عن مصرع 20 شخصاً وإصابة 100 آخرين، وهو الهجوم الأول من أصل 18 التي تلت بعضها البعض حتى نهاية يوليو حيث أصبحت الحصيلة حينها 100 قتيل و450 جريح. يوم 12 مايو عشية الاحتفال بيوم الأم، أودى انفجاران بحياة 21 شخصاً في اثنين من مراكز التسوق في بوغوتا. وفي نفس اليوم في كالي أدى عمل إرهابي آخر إلى مقتل 9 مدنيين. في نهاية الشهر حدث انفجار أمام فندق انتركونتيننتال في ميديلين، أدى إلى مقتل 6 من رجال الشرطة و3 من المارة، وقتل السناتور «فيديريكو استرادا فيليز» وسائقه بإطلاق النار. وزادت حدة العنف وأصبح ضحاياها يعدون بالآلاف: وانتقاما على مقتل 215 من الضباط النظاميين الذين أعدموا بين أبريل ويوليو 1990، كانت فرق الموت تهجم كل ليلة على الكوميونات وتطلق النار على العشرات من الرجال، بعضهم قاصرين. وبعد فترة وجيزة من مقتل قائد جيش إسكوبار بينينا (جون خايرو أرياس تاسكون) في 14 يونيو، جاءت سلسلة أخرى من الأعمال الحربية: قتل 19 من الشباب في أنتيوكيا في بار اوبورتو وانفجرت سيارة مفخخة أمام مركز شرطة ليبرتادوريس أسفرت عن مقتل 14 مدنياً. وأخيراً، في نهاية شهر يوليو، بعد عملية كبيرة في ماجدالينا وسط أنتيوكيا التي هرب منها إسكوبار مرة أخرى، أصدرت جماعة «المعرضين للتسليم» هدنة جديدة وأصبحت دفاعية في انتظار القرارات التي يمكن أن تتخذها الإدارة القادمة من غافيريا. وفي أية حال، فإنهم يؤكدون استحالة تسليمهم إلى العدالة إلى حين إعادة هيكلة أجهزة أمن الدولة. ولم تنشأ آليات قانونية ملائمة لتجنب تسليم المجرمين.

### تفجير واختطاف. استسلام وتسليم
وإلى جانب عملية السلام غير الحاسمة، ورث الرئيس سيزار جافيريا «الحرب ضد تجار المخدرات» التي قد سعى فيها سلفه إلى محاصرة كارتل ميديلين وشبكتها من القتلة، معلنين أنهم أعداء للدولة. وعلى الرغم من أنه خلال حملته الرئاسية قد أظهر الدعم الكامل للهجوم والتدابير التي اتخذها، إلا أنه من بين أكثر الناس تخوفا من إرهابيي المخدرات، وأن التسليم سيكون بطرق إدارية؛ لحظة تسلمه للمنصب لمح إلى أن التكلفة ستكون عالية ويستحق الإنسان في هذه الحرب أن يبحث عن مخرج بديل يكون فيه تعزيز العدالة عنصراً رئيسياً. وفي 12 أغسطس، حصل حادث مهم، وهو أن رجال مجموعة النخبة قتلوا غوستافو غافيريا ابن عم بابلو إسكوبار ويده اليمنى.
أعلن «المعرضين للتسليم» هدنة أحادية الجانب في يوليو لم تحدد مدتها، عندها استغل وزير العدل خايمي جيرالدو أنخيل [الإنجليزية] هذا الموقف وأسس قانوناً تشريعيا للدولة ونشره بمبدأ «سياسة التقديم للعدالة». سترفع هذه السياسة التي تحققت في خمسة مراسيم بعد التصحيح إلى التشريع الدائم في قانون الإجراءات الجنائية الجديد، التي تطمح إلى شروط مبسطة تسعى تخفيض العقوبة على تجار المخدرات الذين يستسلمون طوعاً ويعترفون بجريمة واحدة على الأقل، مع ضمان بعض الشروط كمحاكمتهم في البلاد وحجزهم في أجنحة أمنية مشددة. أول من قبل هذا العرض، بين ديسمبر 1990 وفبراير 1991، كانوا الإخوة أوتشوا «خورخي لويس» و«خوان ديفيد» و«فابيو». كان شركاء إسكوبار المقربين متشككين في نوايا الحكومة التي لم تتوافق معهم في السابق، وقاموا بتنظيم سلسلة من عمليات الاختطافات الانتقائية للصحفيين المشهورين والشخصيات المؤثرة في حياة البلاد. وخطط إسكوبار لاختطاف أقارب أعضاء الحكومة والصحفيين، ومن بعض أسماء الرهائن المشهورين في القائمة الطويلة:
- (رئيس تحرير صحيفة إل تيمبو) فرنسيسكو سانتوس كالديرون.
- (الصحفية وزوجة السياسي والدبلوماسي ألبرتو فيلاميزار كارديناس [الإنجليزية]) ماروجا باشون دي فيلاميزار [الإنجليزية].
- (شقيقة ألبرتو فيلاميزار) «بياتريز فيلاميزار من غريرو».
- (مديرة برنامج كريبتون التلفزيوني ومجلة «هويxهوي»، وابنة الرئيس السابق للجمهورية خوليو سيزار تورباي أيالا) ديانا تورباي، توفيت في أحداث مربكة أثناء محاولة إنقاذها من قبل الشرطة.
- (شقيقة الأمين العام للرئاسة السابق، «جيرمان مونتويا») «مارينا مونتويا دي بيريز»، خطفت انتقاما لمقتل الأخوين «أرماندو» و«ريكاردو بريسكو لوبيرا» قادة منظمة «لوس بريسكوس» الذراع المساعد للكارتل.
- (الابن الأكبر للأمين العام للرئاسة السابق، «جيرمان مونتويا») «ألفارو دييغو مونتويا».
- (قريبات الرئيس السابق فيرجيليو باركو فارغاس) «باتريشيا إشيفيري» وابنتها «ديانا إشيفيري»، للضغط على الرئيس المنتهية ولايته ومعاملته كمجرم سياسي، لتستفيد العصابة من العفو.

سعى إسكوبار أيضا لانتزاع اتفاق السلطة التنفيذية بالضغط مرة أخرى بقوة السلاح، والتهديد بإعدام الرهائن مع استئناف الهجوم الإرهابي. في 13 ديسمبر 1990، قتل 7 من رجال الشرطة في ميديلين بانفجار قنبلة بالإضافة إلى 7 آخرين قتلوا على يد العصابة في الثلاثة أيام الأولى من يناير، مع موجة جديدة من الهجمات: قتل 12 ضابط شرطة من قبل قتلة مأجورين، وانفجرت حافلة خلفت 6 من القتلى. وفي 16 فبراير، وقع انفجار كبير لدورية F-2 في ميديلين أمام حلبة مصارعة الثيران في المدينة وقتل اثرها 22 مدنياً. بعد شهرين، في بوغوتا قتلت عصابة إسكوبار وزير العدل السابق «إنريكي لو مورترا». اضطرت الحكومة للامتثال لمطالب إسكوبار، الذي أطلق سراح بقية الرهائن كبادرة «حسن النية»، لكن فقط حتى يتأكد من أن الجمعية الوطنية التأسيسية قد صوتت ووافقت على المادة التي تحظر تسليم الكولومبيين الأصليين في 19 يونيه 1991، وقد تم تسليم إسكوبار إلى وسطاء الاستسلام «القس رافائيل غارسيا هيريروس» و«ألبرتو فيلاميزار»، ثم نقل إلى سجن لا كاتدرال الشهير في إنفيغادو. ومن داخل السجن، وبالرغم من وعوده لوقف الجرائم، استمر في إدارة أعماله الغير مشروعة من خلال حليفين آخرين لم يستسلما بعد وهما: «فرناندو غاليانو» (الأسود) و«جيراردو مونكادا» (كيكو) بالإضافة إلى العديد من القتلة.

#### الحرب في وسط ماجدالينا
بما أن سياسة التفاوض على العقوبات تحمي أيضا الجماعات الشبه العسكرية، وعدداً من أعضاء المنظمات التي تقطن في قرطبة، ووسط ماجدالينا، وسييرا نيفادا، وبوياكا، وفالي ديل كاوكا والسهول الشرقية، فقد داهمتها السلطات واعترفوا فقط بجريمة حمل السلاح الغير مرخص، وطبق عليهم المرسوم 2047 و3030 (1990) و303 (1991). وقامت أكبر مجموعة بقيادة «ارييل أوتيرو» بتسريح 400 من أعضائها في بويرتو بوياكا [الإنجليزية]، وفي قرطبة سلمت جماعة (الموت لثوار شمال الشرق "MRN") بقيادة فيدل كاستانو 600 من البنادق، وبعض الأراضي كتعويض للفلاحين الذين جردوا من أراضيهم. بالإضافة إلى حوالي 200 رجل كان يقودهم «رودريغيز غاتشا» قبل العفو في مدينة باشو [الإنجليزية] (كونديناماركا). ونتيجة لذلك، قلت عمليات قتل المدنيين كثيرًا في عام 1992، ويعود الفضل إلى جماعة الدفاع عن النفس في السنوات السابقة. في وسط ماجدالينا شاركت أيضاً جماعة الدفاع عن النفس بصراع وحشي مع شركائها السابقين في تجارة المخدرات عام 1990. قتل القائد الأول «هنري بيريز» على يد مسلح خلال احتفال سيدة جبل الكرمـل في يوليه 1991، ولاقى خليفته «أرييل أوتيرو» حليف كارتيل كالي نفس المصير في بداية عام 1992. تفككت القوات المتبقية ودخل بعضهم في خدمة إسكوبار، في حين أن الجماعات الأخرى التي يقودها "رامون إيزازا [الإسبانية]" تراجعت من المنطقة. وفي نفس الوقت وفي الجزء الجنوبي من المنطقة بالقرب من هوندا، توليما، أخذ القيادة "خايمي رودا [الإسبانية]" الذي قتل «غالان»، وهرب من السجن قبل عام، وأصبح قائد عصابة مكونة من 150 مجرم، وكان يبحث عن منصب أعلى. وفي مارس 1992 قتل رئيس بلدية بويرتو بوياكا، ثم رمي جسده مع 4 من رفاقه في نهر ماجدالينا. لكن لم يستطع نيل ما كان يطمح إليه، في 14 أبريل من نفس العام تم إطلاق النار عليه من قبل دورية جماعة العمليات الأمنية الخاصة مع 6 أعضائه في مطعم هوندا. بعد موته، قلت أنشطة جماعات الدفاع عن النفس في المنطقة كثيرًا. في ديسمبر 1993 خرج إسكوبار من المنطقة واستعاد «رامون إيزازا» السيطرة على المنطقة الاستراتيجية.

### سجن اللا كاتدرال والهروب
في 20 يونيو 1991، دخل إسكوبار السجن طوعاً مقابل عدم تسليمه إلى الولايات المتحدة. وطلب من الحكومة أن يكون في سجن حصري بحجة أنه مهدد بالموت إذا دخل إلى منشأة إصلاحية عادية. وقد أذنت له الحكومة بإنشاء الموقع على حسب متطلباته، والتي أصبحت فيما بعد أسوأ عار لنظام السجون الكولومبي: يطلق على الموقع اسم (لا كاتدرال). وتم بناء السجن في أراض اختارها إسكوبار بنفسه مساحتها 30 ألف متر مربع، تقع على منحدر جبلي فوق وادي العسل، 7,000 قدم فوق مستوى سطح البحر، والتي من شأنها أن تعطي الحراس نظرة واضحة من الأعلى لأي تهديد. وتتميز المنطقة بالضباب في المساء وعند الفجر، الأمر الذي يجعل الغارات المفاجئة من الجو أكثر صعوبة، والهروب يكون سهلاً إذا تطلب الأمر ذلك بدون أن يلاحظ أحد. وتساعد الغابات المحيطة بها في الاختباء. ويتوفر السجن على كماليات ترفيهية لإسكوبار وأصحابه، ويعتقد أن غالبية حراس السجن كانوا من عصابته بزي حراس سجن.
إدعى إسكوبار أن سجنه يعتبر تضحية شخصية لما فيه خير جميع المتاجرين -الذين تخلصوا بمفردهم من عملية التسليم للمجرمين. وبسبب الفوائد التي يتلقونها، كانوا يتوقعون تعويضه عن طريق دفع الضرائب. كان إسكوبار في السجن يعرف كل ما يجري بالخارج بفضل شبكة اتصالاته الواسعة. وتم التعامل بقسوة مع الذين حاولوا غشه بالضرائب أو أي شكل من أشكال الخداع. كان صديقا إسكوبار، «فرناندو غاليانو» (الأسود) و«جيراردو مونكادا» (كيكو)، يديران أكبر مجموعات الاتجار التي تخضع لضرائب إسكوبار. وكانا يقومان بتهريب الكوكايين إلى أمريكا عبر طريق أنشأه إسكوبار خلال المكسيك. وصل خبر الخدعة إلى اللا كاتدرال وتبين أن المبلغ الذي تلقاه إسكوبار أقل من المطلوب، وأحس من خداعهم أنه تمهيد للاستيلاء على منظمته. وعرف إسكوبار المكان الذي خبأوا فيه أموالهم، وصادر رجاله منها مبلغ 20 مليون دولار. فيما بعد أنكر غاليانو ومونكادا ادعاءات إسكوبار وطلبا منه إعادة أموالها، وقال لهم إنه يريد أن يكون النقاش بشكل شخصي في السجن. وعندما التقى غاليانو ومونكادا بإسكوبار ألْقَى عليهما مُحَاضَرَة بخصوص كل ما كان يفعله بالنسبة لهم. وبعد أن غادر الاثنان اللا كاتدرال تم اغتيالهما: (جون خايرو فيلاسكيز الملقب «بوباي» قتل «مونكادا»، وخيسوس غونزاليس فرانكو الملقب «أوتو» أطلق النار على «غاليانو»)، وتم اغتيال إخوانهم خلال أيام.
كان إسكوبار يريد جميع ممتلكات منظماتهم، أرسل إلى موظفيها بأنهم يعملون لصالح إسكوبار. وتم تهريب أهم الأشخاص إلى اللا كاتدرال من خلال نفق سري لحضور اجتماع، وكان أغلبهم يعتقد أنه سيقتل. أخبرهم إسكوبار بأنه يعلن حالة الطوارئ، وقال لهم : «رؤساؤكم تم قتلهم. عليكم الآن تسليم جميع ممتلكاتهم لي. إذا كذبتم، ستموتون شر ميتة»، وذكرهم بأنه هو الرئيس، وأخبرهم بأنهم سيكونون آمنين ما لم يدفعوا له الضرائب. دونت إدارة مكافحة المخدرات نسخة من الأحداث مستندة إلى بيان المخبر: في محاورة بين إسكوبار وشركائه المقربين عندما كان بالسجن، تبين أنهم يحتاجون المال لحربهم الباهظة الثمن مع كارتل كالي، وقد فضل كل من غاليانو ومونكادا حفظ المال حتى يتعفن بدلاً من استخدامه لمساعدة أصدقائهم ... وأقنع إسكوبار أعضاء الكارتل الذين كانوا يحبون مونكادا وغاليانو أنه إذا لم يقتل الرجلان، فإن كارتل ميديلين ستخوض حربا مع نفسها، وأنهم سيهلكون جميعا. جعل مقتل غاليانو ومونكادا من إسكوبار ضعيفاً في حال عدم اتخاذه لأي إجراء. أكبر عدوين لإسكوبار -جورج بوش الأب وكارتيل كالي- كانا يمارسان ضغطا لا هوادة فيه على الحكومة لاستبعاد إسكوبار إلى الأبد من خلال نقله إلى سجن آخر، يكون حينها معرضاً للاغتيال، أو بتسليمه إلى الولايات المتحدة، حيث لن يخرج من السجن أبداً.
وصلت رسالة لإسكوبار من شقيقه روبرتو بأنه يشعر بشيء سيئ على وشك أن يقع، وطلب منه الحذر. أكدت الحكومة والجيش الموالين لإسكوبار بأنه يجب أن يتخلى عن سجن اللا كاتدرال، لأن جورج بوش الأب يهدد بغزو أرضي على كولومبيا إذا لم تستطع الحكومة تسليم إسكوبار. وتم رصد شاحنات عسكرية متجهة إلى اللا كاتدرال، وتلقى إسكوبار رسالة تفيد بأن المسؤولين سيأتون للتحدث معه بهدف نقله إلى بوغوتا.
تمت محاصرة السجن من قبل الجيش أرضاً وجوا، وكان لإسكوبار خيارين إما أن يسلم نفسه وهذا ما يخشاه أو الهرب. عند الساعة 2 صباحاً كان الضباب كثيفاً وأصبحت الرؤية صعبة وكانت فرصة لإسكوبار استغلها واتجه مع رجاله إلى السياج المحيط، وأغلق أحد الحراس الموالين له إضاءة السجن بأكمله، وبمجرد أن غرق كل شيء في الظلام، فتح الرجال حفرة في الجدار المبنى من الطوب (كان قد أعده إسكوبار خصيصاً للهرب في الحالات الطارئة) وزحفوا من خلالها خارجاً. بعد ساعتين، عندما تحسنت الرؤية، وصلوا إلى حي يسمى «إل سالادو»، كان الناس وقتها متجهين للعمل والأطفال إلى المدرسة، ظهر إسكوبار ورجاله بملابسهم الممزقة القذرة كالمشردين وتوجهوا إلى مزرعة أحد الأصدقاء الموثوق به يدعى «ميمو».

### مطاردة إسكوبار
أحرج هروب إسكوبار الرئيس الكولومبي الذي كان يظهر على شاشة التلفزيون يوميا لتبرير الموقف، واكد للسفير الأمريكي انه لا مانع من وجود القوات الأمريكية في الأراضي الكولومبية. كان يريد المساعدة قدر الإمكان لحل مشكلة إسكوبار. تم استدعاء الأميركان بشكل عاجل، وكانوا سعداء باستئناف البحث عن إسكوبار. لأنها كانت فرصة لجورج بوش أن يصرف انتباه جمهوره عن القضايا المحلية وأن يعزز شعبيته باصطياد الشخص الذي وصفه بأنه أكبر مهرب كوكايين في العالم، والتي ستزيد بالتأكيد فرصه نجاحه الانتخابات لولاية ثانية. أرسلت إدارة مكافحة المخدرات في بوغوتا برقية إلى واشنطن: «ترى السفارة الأميركية المحلية أن إسكوبار قد تجاوز حدوده ووضع نفسه في موقف محفوف بالمخاطر. قد يؤدي تباهي إسكوبار وتكبره إلى انهياره».
أرسل جورج بوش الأب تعزيزات جعلت إسكوبار وسط تهديد باغتياله والتي ستسبب مشاكل داخل الولايات المتحدة، وشارك في هذه التعزيزات كل من: قوة دلتا، و(سنترا سبايك) نشاط دعم الاستخبارات، وإدارة مكافحة المخدرات، ومكتب التحقيقات الفيدرالي، والمقاتلات التكتيكية المتقدمة، ووكالة المخابرات المركزية، ومكتب الكحول والتبغ والأسلحة النارية والمتفجرات، والجيش والقوات البحرية والقوات الجوية. استطاعت فرقة «سنترا سبايك» أن يحصل على نتائج من طائرات كانت تحلق فوق ميديلين بتقنية لالتقاط مكالمات إسكوبار.
رد إسكوبار على المشاركة الأميركية بالفاكس:
عرض جورج بوش الأب مكافأة قدرها 2 مليون دولار أمريكي لمن يدلي بأي معلومات عن إسكوبار، وعرضت السفارة الأمريكية في كولومبيا 200,000 دولار أمريكي لمن يحصل على أي معلومات مفيدة. وتم الإعلان على المكافأة على شاشة التلفزيون ببرنامج يعرض صور لإسكوبار وأتباعه. قامت الشرطة الكولومبية بتحويل سجن لا كاتدرال إلى مقر لها، واستخدم أعضاء قوات دلتا برج المراقبة الخاص بإسكوبار في السجن. تم تغذية إحداثيات الخريطة من قبل فرقة «سنترا سبايك» عندما حصل إسكوبار على هاتف. بدأوا في منزل بحي يطلق عليه الزوايا الثلاثة، عندما أجرى إسكوبار مكالمة ثانية تم تحديد وتصوير الموقع. رفض القائد الكولومبي المعلومات التي تلقاها من قوات دلتا، واتصل الأمريكيون بالرئيس يقترحون إرسال وحدة سرية صغيرة، وبدلا من ذلك أمر بهجوم شامل من قبل قوات كتلة البحث الخاصة. رصدت قوة دلتا من االلا كاتدرال مصابيح أمامية لقافلة القوات الخاصة وهي تصعد التلة متجهة ناحية حي الزوايا الثلاثة، بينما مجموعة أخرى من المصابيح الأمامية تنحدر من الجانب الآخر، افترضوا انه إسكوبار ورجاله يهربون. وقد أمضت القوات أربع ساعات في البحث داخل مزرعة فارغة، بغض النظر عن المعلومات التي قدمها الأمريكان إلى الكولومبيين فقد كانت الاستجابة بطيئة، مما يسمح لإسكوبار بالهرب مرارا وتكرارا. مع انشغال الجنرال «مازا» كان الأمريكان بحاجة إلى شخص آخر للتنسيق معه، وكان هذا الشخص هو الكولونيل «مارتينيز» رئيس كتلة البحث، التي قتلت قواته ابن عم إسكوبار المحبوب «غوستافو».
قبل دخوله إسكوبار سجن اللا كاتدرال كان الكولونيل «مارتينيز» يطارده مدة عامين دون أن ينجح بالقبض عليه، ولم يلقى مارتينيز التشجيع الذي كان يطمح إليه كما حصل مع «مازا»، فقد كان إسكوبار يحاول عدة مرات في اغتياله، في عام 1991، كان في رحلة إلى إسبانيا مع عائلته وتم العثور على قنبلة في تلك الرحلة، مما جعل الطائرة تضطر إلى الهبوط. وفي عام 1992 عثرت السفارة الكولومبية على سيارة مفخخة في طريق «مارتينيز» للعمل. بعد ذلك، طلبت السفارة من «مارتينيز» الابتعاد عن مبناها إذا مازال إسكوبار طليقا، وقد سنحت الفرصة لمارتينيز في إنهاء المهمة. قدم له الأميركان معلومات تلقوها من خلال برنامج المكافأة، كان أحد المخبرين قد حدد مكان أحد عصابة إسكوبار اسمه «برانسس أليكساندر مونوز موسكيرا» ويلقب «تايسون» (لأنه يشبه الملاكم مايك تايسون). بدأ الهجوم مع قوات كتلة البحث وتم احتجازه وإعدامه بعيار ناري بين عينيه، وقد سجلت وفاته بأنها بسبب معركة إطلاق نار مع الشرطة الوطنية. رد إسكوبار على ذلك الهجوم في نفس اليوم، أطلق رجاله النار على أربعة من الشرطة، وفي اليومين التاليين قتل خمسة آخرين. ودفع إسكوبار 2,000 دولار مكافئة لكل قتيل. وخلال ستة أشهر قتل 65 شرطيا في ميديلين، منهم عدد من الرجال يعملون لصالح «مارتينيز». وبالرغم من أن هوياتهم يفترض ان تكون سرا من أسرار الدولة، إلا انه قد تم إعدام العديد منهم في منازلهم أو بالطريق إلى عملهم.
تسلل إسكوبار إلى مقر كتلة البحث. وبالفور أرسلت فرقة «سنترا سبايك» معلومات عن موقع إسكوبار إلى «مارتينيز» والتقطت مكالمة من المقر كانت متجهة إلى أحد رجال إسكوبار، يقول فيها: «انهم في طريقهم إليك.»، وتم إرسال تسجيل المكالمة إلى مارتينيز، لكنه لم يتمكن من التعرف على الصوت، ومازالت التحذيرات إلى إسكوبار مستمرة، وكان مارتينيز يود الاستقالة لأنه لم يتمكن من إحراز أي تقدم في هذا الوضع الذي خرج عن سيطرته، وقوبلت استقالته بالرفض. بعد عودة مارتينيز إلى مقره، اكتشف أن أحد حراس محيط القاعدة كان يخونه، وقد كانت بعض المعلومات التي يتلقاها عن إسكوبار كاذبة. أصبح مارتينيز وإسكوبار كلاعبي شطرنج يتقصى كل منهما الآخر. أشرف مارتينيز على قطع الاتصالات الخلوية في ميديلين في محاولة لحصر اتصالات إسكوبار. وحينها تحول إسكوبار إلى المذياع والرسائل، وكان مارتينيز يلتقط اتصالاته، لكن إسكوبار كان يستخدم الشفرات والأرقام مع عصابته. وكان مارتينيز في كل مرة يحاول فيها شيئا جديدا، كان إسكوبار يتحول إلى إستراتيجية اللامبالاة مع الدهاء.
بسبب فشل الأمريكان في القبض على إسكوبار، فقد صعدوا الأمور من خلال إستراتيجية ذات شقين. وبما أن إسكوبار استهدف أفراد أسر أعدائه، فقد اقترحت وكالة المخابرات المركزية فعل الشيء نفسه مع إسكوبار، لأنه يبدو أن لديه مشاعر أبوية حقيقية لأطفاله. وقد اختطف والداه في أحد المرات على يد جماعة منافسة وعلى ما يبدو أن إسكوبار لم يدخر أي جهد أو نفقات لإنقاذهما. لكن قلقه على والديه أو أولاده ليس مؤكدا بأن يتغلب على إدْراكه الأمني الصارم. وكان الشق الآخر هو استخدام طريقة كانت وكالة الاستخبارات المركزية قد استخدمتها لعقود في أمريكا الجنوبية، وهي تسليح وتدريب فرق الموت. وفي 30 يناير 1993، قام إسكوبار بتفجير سيارة مفخخة عند مكتبة في بوغوتا، دمر جزء من المبنى بسببها وتوفي 21 شخصا وجرح 70. في اليوم التالي، تم حرق مزرعة تابعة لأم إسكوبار، وقصفت مساكن تملكها أسرته أدت إلى إصابة والدته وعمته. وبعد أيام، أحرقت أحد مزارعه. ويعتقد أن من قام بهذه الأعمال التخريبية لإسكوبار جماعة قد تعهدت بالانتقام منه ومن عائلته وشركائه، وكانت تطلق علة نفسها اسم «لوس بيبيس» (Los Pepes). انضم إلى «لوس بيبيس» بعض الأعضاء السابقين في كارتيل ميديلين وخاصة عائلات مونكادا وغاليانو. وانضمت أيضا كارتل كالي مع لوس بيبيس من خلال الدعم المالي والاستخباراتي. اكتسبت «لوس بيبيس» من قوة دلتا معرفة وأساليب إرهابية، وبدأت بالهيجان والخطف، والتفجير وتعذيب وقتل أي شخص مرتبط بإسكوبار سواء كان مجرما أو بريئا، وكانت أهدافها الرئيسية أفراد أسرته ومحاميه ومحاسبوه، وبسبب ذلك انشق العديد من موظفيه وانتقلوا إلى كارتل كالي التي كانت تزدهر وتشدد قبضتها على الحكومة الكولومبية من خلال الرشوة. وكان الإعلام الأمريكي يدعي أن قواتهم في كولومبيا تشنون حربا على المخدرات، لكنهم بالواقع كانوا يتعاونون مع لوس بيبيس وكارتل كالي التي كانت وقتها تزدهر في إمدادات الكوكايين إلى أمريكا.
وفي فبراير 1993، عُثِر على أحد مدراء الكارتل ميتا ومعلق في عنقه ملاحظة مكتوب عليها: «للعمل من أجل إرهابي المخدرات والطفل القاتل بابلو إسكوبار. لكولومبيا. لوس بيبيس». وبدأوا في قتل ما يصل إلى ستة من موظفي إسكوبار ومرافقيه في اليوم، بما فيهم مدير الشرطة الوطنية الكولومبية الذي كان يتقاضى راتبا من إسكوبار. وأطلقوا النار على الرجل المسؤول عن عمليات التمويل في رأسه عدة مرات. وتم حرق مستودع لإسكوبار يحتوي على سيارات قديمة تقدر قيمتها بقيمة 4 ملايين دولار، وفي 28 فبراير 1993، قتلت كتلة البحث صهر إسكوبار. حاول إسكوبار أن يخرج عائلته من البلاد لأن تهديد لوس بيبيس بدأ يقترب. وقد تدخلت السلطات الأمريكية لمنعهم من المغادرة. وقتلت لوس بيبيس شقيق رجل كان يتعامل بالعقارات مع إسكوبار، وقاموا بقصف ممتلكات المصرفيين والمحامين لإسكوبار. في 4 مارس 1993، عُثِر على جثة أحد المحامين الرئيسيين لإسكوبار معه مذكرة من لوس بيبيس تهدد بقية المحامين، اثنان منهم قتلا بشكل سريع. وقتلوا أيضا محامي روبرتو إسكوبار عندما خرج من السجن الذي كان يزوره. وقاموا بتعذيب وقتل أحد محامي إسكوبار وابنه البالغ من العمر 18 عاما، واستقال بقية المحاميين. بدأ إسكوبار بالرد عن طريق القنابل، لكنه كان يفقد قدرته على الانتقام مع تصاعد العنف الذي يخرج عن سيطرته وأيضا بدأت منظمته تتآكل.
أجرى قائد «لوس بيبيس» فيدل كاستانو اتصالا هاتفيا مع الأخوة أوتشوا المسجونين (خورخي وفابيو وخوان ديفيد)، وطلب منهم التخلي عن إسكوبار والانضمام إلى جانبه، وبين لهم أن إسكوبار سيقضي عليهم تماما كما فعل مع مونكاداس وغاليانوس. وبين الأخوة أنهم قدموا لإسكوبار مؤخرا مبلغ 500,000 دولار، ومع ذلك، فقد كانوا يفكرون في التخلي عنه. وبسبب ضجة المجتمع حول ما تفعله جماعة «لوس بيبيس» تظاهرت الحكومة الكولومبية أنها تضيق الخناق على لوس بيبيس، وكرد على ذلك أعلنت لوس بيبيس أنهم حلوا المنظمة، لكن عمليات القتل لم تتوقف.

## نهاية الامبراطورية

### تتبع عائلة إسكوبار
كان إسكوبار يهدد العقيد مارتينيز بأنه سيقتل كل أفراد عائلته حتى الجيل الثالث، ورغم ذلك رفض مارتينيز التراجع. كان أحد أبنائه ويدعى «هوغو» عضواً في الوحدة الخاصة للشرطة الكولومبية، وقد كان يجرب تقنية جديدة لتحديد موقع إسكوبار. لم يكن مارتينيز يريد من ابنه هوغو أن يعمل في قضية ميديلين لأن أفراد شرطتها كانوا يقتلون باستمرار بسبب مبلغ 2,000 دولار يقدمها إسكوبار، إلا أن هوغو أصر على المساعدة في التخلص من التهديد الذي تتعرض له أسرته من خلال تتبع إسكوبار عن طريق جهاز تقدمه وكالة المخابرات المركزية (CIA). خرج فريق هوغو في عربات نقل وتوقفت فوق تلال ومعهم هوائيات قد رفعت للأعلى، وصنعوا بالعربات تثليث مساحي للموقع. وبمجرد أن تلقى هوغو إشارة انطلق بسيارته السرية مسرعاً ومعه جهاز المراقبة الذي أصدر ضجيجا عندما التقط إشارة قوية. وانتهت مطاردة الإشارات دون العثور على نتيجة لأن التكنولوجيا كانت جديدة وكان الفريق يواجه صعوبة في التعود عليها.
كانت اتصالات إسكوبار بأسرته أكثر من المعتاد بسبب تهديد لوس بيبيس. وكانوا يقيمون في مبنى حكومي بعد منعهم من مغادرة البلاد. وكان مارتينيز وابنه يعتمدون على اتصال إسكوبار بأسرته لكي يتمكنوا من تتبع المكالمات. وكان أغلب اتصاله مع ابنه «خوان بابلو». ضبطت «سنترا سبايك» و«كتلة البحث» مكالمات إسكوبار لابنه، في البداية كانت الكلمات المستخدمة مشفرة والترددات الراديوية كانت متغيرة مما سبب لهم المشاكل، قاد هوغو فريقه لكثير من المطاردات الفاشلة التي جلبت لهم الإحباط. وبمساعدة وكالة المخابرات المركزية، علم هوغو أن إسكوبار يتحدث مع ابنه مدة ساعة كل مساء، وكانت تبدأ حوالي الساعة 7:15 مساء. فك هوغو من خلال الاستماع إلى المحاورة الكلمات المستخدمة للإشارة إلى وقت تبديل الترددات. وكان مقتنعاً أن تحديد موقع إسكوبار كان خاطئا، وخسر هوغو منصبه كقائد لفريق المراقبة. لم يؤيد الجميع جهود مارتينيز، وهاجمته الصحافة بسبب التأخير في العثور على إسكوبار. وأراد النائب العام إبعاد مارتينيز ومحاكمته مع لوس بيبيس بسبب الفوضى وعمليات القتل التي اتهمهم بها إسكوبار. وفيما بعد علمت إدارة مكافحة المخدرات أن مارتينيز كان يتقاضى مرتبا من كارتل كالي. وتبين لإدارة المكافحة من أحد الواشين أن زعيم كارتل كالي غيلبرتو رودريغيز أوريجويلا يقول بأن قطاع طرق يعملون داخل كتلة البحث. وأفاد الواشي بأن رودريغيز أوريجويلا أعد ترتيبات مع الجنرال فارغاس والعقيد مارتينيز من الشرطة الوطنية الكولومبية فيما يتعلق بمكافأة القبض على إسكوبار حيا أو ميتاً، والتي تبلغ 10 ملايين دولار، وكانت حصة كتلة البحث 8 ملايين دولار و2 مليون دولار للواشين الذين يقدمون معلومات تؤدي إلى عملية ناجحة.
عرف الأمريكيون أنه إذا تسربت هذه المعلومات فإنها ستحرج إدارة مكافحة المخدرات، لكنها تستحق المخاطرة. وضغطوا على النائب العام لإزاحة مارتينيز. وفي أكتوبر 1993، هددت الحكومة بسحب الحراس الذين يحمون أسرة إسكوبار، وتركهم تحت رحمة لوس بيبيس. طلبت زوجة إسكوبار من النائب العام إعطاءه المزيد من الوقت للاستسلام، لأنها كانت تشجعه على ذلك. في نوفمبر، تفاوض خوان بابلو مع النائب العام لاستسلام إسكوبار. وتم نقل روبرتو إسكوبار من الحجز إلى جزء من سجن إيتاجوي الذي يضم الأخوة أوتشوا وغيرهم من مهربي مديلين. عند الاستسلام، أراد إسكوبار أن يكون مقره مع روبرتو وأن يسمح لأسرته أن تزوره 21 مرة كل عام، وكان شرطه النهائي هو نقل زوجته وأطفاله خارج البلاد. ووعد النائب العام بمساعدتهم على الانتقال إلى بلد آمن، شريطة أن يستسلم إسكوبار، ووافق إسكوبار بأنه سيستسلم بمجرد انتقال عائلته إلى الخارج، وبدأ النائب العام بترتيبات نقل عائلة إسكوبار خارج البلاد. يئس الأمريكان في منع إسكوبار من الاستسلام، وحاول إسكوبار صرف انتباههم من خلال شائعات بأنه في هايتي، بينما يقوم بترتيب عائلته للسفر إلى لندن أو فرانكفورت. وكانت السلطات قد طلبت من السفراء في كل من إسبانيا وبريطانيا وألمانيا رفض دخول عائلة إسكوبار إلى بلادهم.

### وفاته

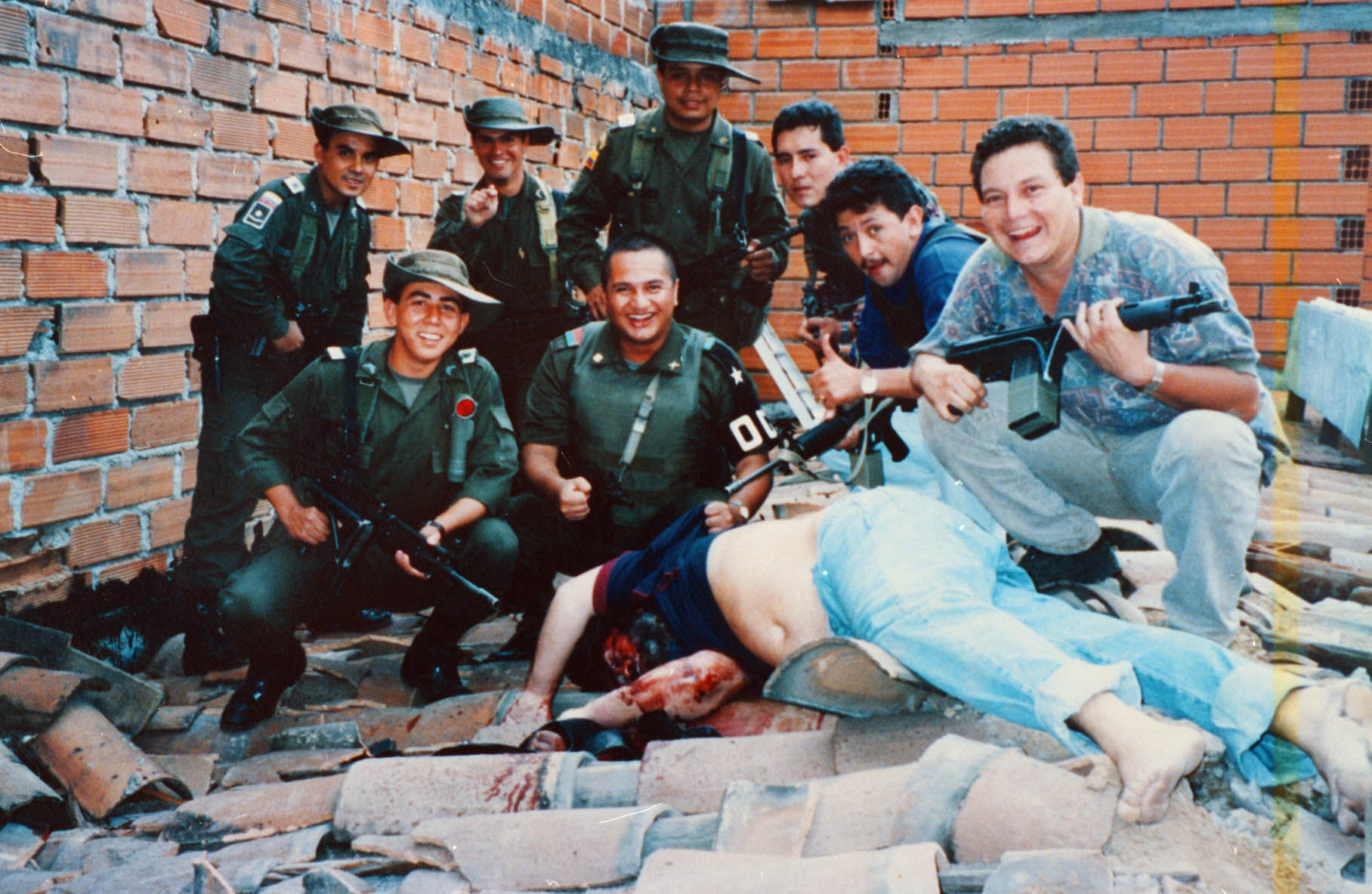
احتفال أعضاء فرقة البحث عند جثة إسكوبار في 2 ديسمبر 1993. حيث استمر جهود البحث 16 شهرا، مكلفة مئات الملايين من الدولارات.

في 1 ديسمبر 1993 قضى إسكوبار عيد ميلاده 44 في منزل يملكه مكون من طابقين، وكان لديه حارس شخصي واحد يدعى «ألفارو دي خيسوس أغوديلو» ويلقب (إل ليمون)، وكان ابن عمه «لوزميلا» طباخه الخاص. عندما أراد إسكوبار إجراء مكالمات هاتفية، ركب في سيارة أجرة صفراء للتمويه كان يقودها «إل ليمون»، وكانت تهنئة عيد ميلاده على الهاتف وكانت فترة اتصالاته مع عائلته أطول من المعتاد. قرر إسكوبار الاختباء في الغابة لإبعاد مطارديه عن طريقه، وكان يود توديع أمه أولاً، لكنه خشي الذهاب إلى شقتها في الصباح الباكر، وأخبرها بأنها المرة الأخيرة التي يراها في ميديلين. وكانت خطته تشكيل مجموعة جديدة وإنشاء دولة مستقلة يكون هو رئيسها. وفي 2 ديسمبر 1993، أرسل إسكوبار ابن عمه لشراء الإمدادات التي يحتاجها في الغابة، أجرى مكالمات هاتفية داخل سيارة الأجرة، خرج من سيارة أجرة وعاد إلى الشقة وهو لا يزال متصل بالهاتف، واستغرق اتصاله مدة أطول من خمس دقائق، وكانت هذه غلطة فادحة. هرع هوغو إلى فريقه، وكانت كتلة البحث تحاول تحديد موقع المنزل بدقة. تتبعت كتلة البحث وسنترا سبايك المحادثة وقادتهم إلى لوس أوليفوس، وانتظروه أن يجري مكالمة أخرى. الساعة 3 مساء، اتصل إسكوبار بابنه، ثم بدأ أعضاء كتلة البحث التفتيش من شارع إلى شارع. قاده جهاز مسح هوغو إلى مبنى مكاتب، وأصبح واثقاً بأن إسكوبار في الداخل، واقتحمت القوات المكان، ولكن إسكوبار كان لا يزال يتحدث كما لو أن شيئا لم يحدث.
نظراً للوقت الذي استغرقه إسكوبار في المحادثة بالهاتف كانت معدات المسح الخاصة بهوغو تُضيّق مساحة البحث. ووصلت فرقة كتلة البحث بقيادة هوغو إلى منزل إسكوبار. توقف هوغو عن استخدام معدات المسح وبدأ في مراقبة المنازل، ولاحظ رجلاً ملتح خلف نافذة في الطابق الثاني والهاتف في يده وهو يشاهد حركة المرور. بعد ثوان اختفى الرجل في المنزل. شك هوغو في أن إسكوبار قد لاحظ سيارته البيضاء، وقال للسائق أن يستمر، واتصل هوغو بوالده يخبره بأنه وجد إسكوبار. أراد هوغو أن يغادر لأنه توقع أن عصابة إسكوبار في طريقهم إليه، لكن العقيد مارتينيز رفض أن يغادر وطلب من ابنه أن يراقب المنزل من الأمام والخلف. في ذلك الوقت سعت جميع وحدات كتلة البحث مسرعة إلى المنزل، وتوقف هوغو خلف المنزل. اقتحم ستة من أعضاء كتلة البحث وأطلقوا النار على المرآب. سمعوا من المراقبين أن «إل ليمون» هرب من خلال نافذة متسلقا سطح قرميد برتقالي، أطلق أعضاء كتلة البحث عليه النار وأردوه قتيلاً. قفز إسكوبار إلى السقف، وبقي خلف جدار يحميه. كان يريد الهرب عن طريق الشارع الخلفي، وسارع على طول الجدار وكان إطلاق النار كثيفاً من جميع جهات المنزل والذي حطم الطوب والسقف، اعتقد بعض أعضاء كتلة البحث أنهم يتعرضون لهجوم من حراس إسكوبار وطلبوا المساعدة، لكن فوجئوا بسقوط إسكوبار ميتاً، وبدأت صيحات الفرح بالنصر. يقول روبرتو في كتابه (إسكوبار) عندما كانت الشرطة تقتحم المنزل في الطابق السفلي أرسل إسكوبار «إل ليمون» ليتحقق من الأمر، لكن تم قتله، حينها صعد إسكوبار إلى السطح واكتشف أنه محاط من كل الجهات، وكان قد عاهد نفسه بعدم تسليم نفسه أو أن يسمح لهم بقتله، عندها أطلق النار على نفسه في رأسه ليحرم الحكومة من ادعائهم بأنهم قتلوه. تلقى إسكوبار ثلاث طلقات: في ظهره وساقه وفوق أذنه اليمنى، ويعتقد روبرتو أن التي فوق الأذن هي الطلقة الانتحارية.[بحاجة لرقم الصفحة] توفي بابلو إسكوبار في 2 ديسمبر 1993 بعد 16 شهراً من هروبه من اللا كاتدرال .
هناك عدة فرضيات عن وفاته:
- انتحر بإطلاق النار تحت الأذن، [43][44] كما هو واضح من الجثة. وهذا يتزامن مع شعار المعرضين للتسليم الذي يقول: «نحن نفضل مقبرة في كولومبيا على السجن في الولايات المتحدة» وهو الشعار الذي تدافع عنه عائلته.[43]
- أطلق عليه النار قناص من جماعة لوس بيبيس.[45]
- أطلق عليه النار ضابط من مديرية التحقيقات الجنائية والإنتربول وكان ملتحقا بكتلة البحث.[45]
- أطلق عليه قناص من قوة دلتا.[45]
- أطلق عليه رصاصة الرحمة العقيد هوغو أغيلار، الذي قاد مجموعة الاقتحام التي جاءت إلى المنزل.[46]
- أطلق عليه النار كارلوس كاستانيو جيل، القائد الأعلى لمجموعات الدفاع الذاتي المتحدة الكولومبية (AUC)، وفقا لاعتراف من «أنطونيو هرنانديز»، المعروف باسم «جون» من القوات شبه العسكرية.[47]
- أطلقت عليه النار فرقة كتلة البحث.[48] ويصور هذا المشهد في لوحة شهيرة رسمها الفنان فرناندو بوتيرو.[49]
- وتقول أحد الإشاعات كما يرويها «أندريس فيلاميل»: «إنه لم يمت، وأنه استأجر شخصاً شبيهاً له. وهو الآن يختبئ ويتمتع بأمواله».[50]

## بعد وفاته

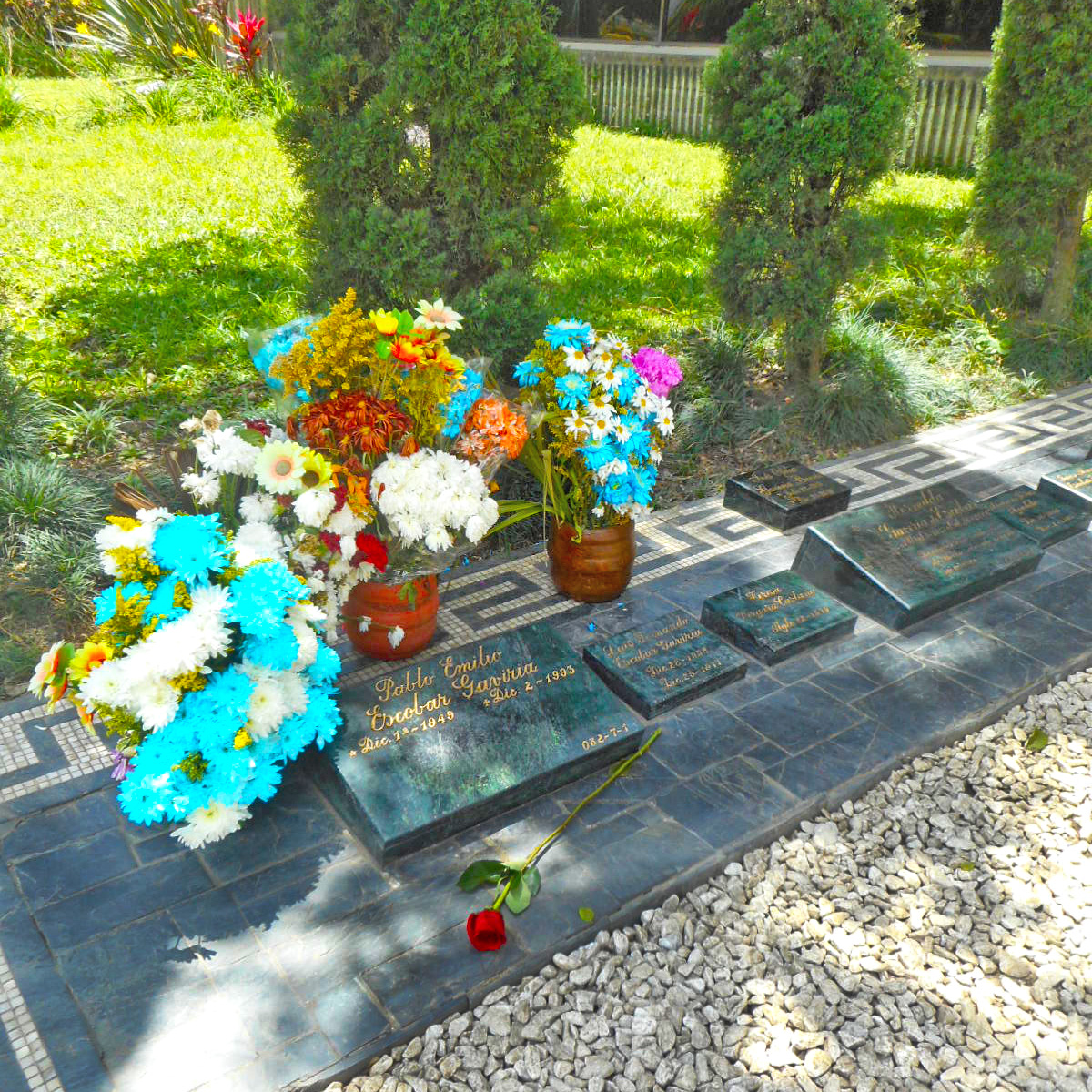
قبر بابلو إسكوبار وعائلته في مقبرة مونتي ساكرو، ايتاغوي

بعد وقت قصير من وفاته وصلت والدة إسكوبار وشقيقتيه. كانت والدته تعتقد في البداية أن الذي مات فقط «إل ليمون»، عندما وجدت والدة إسكوبار جثته قالت: «شعرت بشيء لم أشعر به في حياتي قط، لقد كان فظيعا. منذ ذلك الحين، تدمرت روحي لأنه لن يكون هناك شخص مثل بابلو». في الوقت الذي كانت فيه الطبقات العليا تحتفل، كان الحزن يهيمن على الكثير من سكان ميديلين، لا سيما الفقراء منهم، لأنه كان يساعدهم عندما كان على قيد الحياة، وقد حضر أكثر من 25,000 شخص لجنازته. كانت صورة روبن هود التي زرعها إسكوبار على ميديلين لها تأثير واضح ومستمر. لا تزال صورته تستخدم سياسياً في الوقت الحاضر وتباع إلى جانب صور تشي غيفارا، حتى في بعض الأماكن، لا يزال يبجل وتوضع القرابين على قبره. أصبحت أسطورته جزءاً من السياحة في ميديلين، ومزرعته في الريف أصبحت الآن متحفا يزوره الآلاف من السياح سنوياً. لا تزال لصورته الكثير من الأهمية ولا تزال تستخدم حتى في الحملات السياسية،  تباع القمصان أو التيشيرتات التي عليها صورته في النمسا، والولايات المتحدة، وغواتيمالا، والمكسيك،  وتباع مجسمات للأطفال،  وساعات عليها صورته وأيضا كتب عن حياته.
اعتبرت الصحافة والحكومة أن هذا الانتصار في مكافحة المخدرات هو بداية النهاية لتجارة المخدرات، لكن هذا لم يحدث حتى الآن. تقوم اليوم قوات شبه عسكرية ومجموعات جريمة منظمة معروفة وهي من العصابات الناشئة في كولومبيا يطلق عليها (BACRIM) وهي حاليا تقاتل من أجل تجارة المخدرات. ورغم خمول كارتلات كالي والوادي الشمالي إلا انهما سيطرتا على حركة المخدرات حتى تفككتا.

### استخراج جثة إسكوبار
في 28 أكتوبر 2006 تم استخراج جثة إسكوبار بناءً على طلب بعض أقاربه لغرض أخذ عينة من الحمض النووي لتأكيد أبوة مزعومة لطفل غير شرعي وإزالة أي شك في هوية الجثة التي دفنت مدة 12 عاماً مع والديه. وقد تم بث فيديو لهذه اللحظة من شبكة (RCN) التلفزيونية، وقد أزعج هذا الأمر ابنه خوان سيباستيان ماروكين الذي اتهم عمه، روبرتو وابن شقيق كابو نيكولاس إسكوبار -الذي نسق هذا العمل- ليكون من «تجار الموت».

### شهادة فرجينيا فاليخو
في 4 يوليه 2006، عرضت المذيعة التلفزيونية فيرجينيا فاليخو، التي كانت على علاقة عاطفية مع إسكوبار بين عامي 1983 و1987 شهادتها على المدعي العام الكولومبي ماريو جيرمان إيغواران أرانا [الإنجليزية] لمحاكمة السيناتور السابق ألبرتو سانتوفيميو المتهم بالتآمر في اغتيال المرشح الرئاسي لويس كارلوس غالان في عام 1989. واعترف المدعي العام «إيغواران» بأنه على الرغم من اتصال «فيرجينيا فاليخو» بمكتبه في 4 يوليه، فإن القاضي قد قرر إغلاق المحاكمة في 9 يوليه، أي قبل تاريخ الإغلاق المحتمل بعدة أسابيع. ويعتبر هذا الإجراء متأخراً جداً؛ ولكن في عام 2011 تم الحكم على «ألبرتو سانتوفيميو» بالسجن لمدة 24 عاماً حيث كان له دور في عملية الاغتيال. وفي 16 يوليو، تم نقل «فيرجينيا فاليخو» إلى الولايات المتحدة من قبل إدارة مكافحة المخدرات. وقد نقلت في رحلة خاضعة للرقابة لأسباب أمنية بسبب تعاون «فاليخو» في قضايا جنائية حساسة رفيعة المستوى. في 24 يوليو تم بث شريط فيديو على التلفزيون الكولومبي يثبت اتهام «فاليخو» بأن «ألبرتو سانتوفيميو» قام بتحريض إسكوبار للقضاء على المرشح الرئاسي غالان. وكان هذا الفيديو المفتاح المساعد في تبرئة «سانتوفيميو» بسبب افتقار وجود أدلة في المحاكمة الأصلية.
أعطت فاليخو كذلك شرحاً مفصلاً لدور إسكوبار في حصار قصر العدل الذي وقع عام 1985. وذكرت أن إسكوبار هو الممول للعملية، التي قامت بها حركة 19 أبريل. وقالت أنها تلقي باللوم على الجيش لقتل قضاة المحكمة العليا وأعضاء الحركة الذين كانوا محتجزين بعد الاقتحام. وأدت هذه البيانات إلى إعادة فتح القضية في عام 2008، وعندما طلبت فاليخو أن تشهد في قضية حصار قصر العدالة،  وقد تأكدت لجنة تقصي الحقائق الكولومبية من معظم الأحداث التي بينتها فاليخو في كتابها. وأدت إلى المزيد من التحقيق في الحصار، وبالتالي إلى الحكم بالسجن على عقيد سابق رفيع المستوى وكذلك جنرال سابق لمدة تتراوح ما بين 30 و35 عاماً، بسبب اختفاء المحتجزين بعد الحصار. وشهدت فاليخو أيضا في قضية اغتيال لويس كارلوس غالان، التي أُعيد فتحها. وقالت إنها ستتهم عدداً من السياسيين، من ضمنهم الرئيس الكولومبي ألفونسو لوبيز ميكلسين وإرنستو سامبر وألبارو أوريبي بيليث وقالت إن لهم علاقات مع كارتلات المخدرات. وقد منحت فاليخو بسبب تعاونها في القضايا حق اللجوء السياسي في الولايات المتحدة في 3 يونيو 2010.

### الأقارب
في عام 1995 فرت أرملة إسكوبار، ماريا هيناو (حاليا: ماريا إيزابيل سانتوس كاباليرو) مع ابنها خوان (حاليا: خوان سيباستيان ماروكين سانتوس) وابنتها (مانويلا) من كولومبيا بعد فشلها في العثور على بلد يمنحها اللجوء. ظلت ماريا داعمة لزوجها على الرغم من خيانات إسكوبار المستمرة، وكانت تحثه على تجنب العنف. أعاد أعضاء كارتل كالي تسجيلات لمحادثاتها مع بابلو بخصوص زوجاتهم يظهر كيف يجب على المرأة أن تتصرف. ويثبت هذا الموقف السبب في أن الكارتل لم يقتلها هي وأطفالها بعد وفاة بابلو، على الرغم من أن المجموعة طالبت (وتلقت) ملايين الدولارات كتعويضات بسبب حرب إسكوبار ضدهم. حتى أن هيناو نجحت في التفاوض على حياة ابنها من خلال ضمان شخصي بأنه لن يسعى للانتقام من الكارتل أو المشاركة في تجارة المخدرات.

## ممتلكات إسكوبار
امتلك إسكوبار منزلاً باسمه في الولايات المتحدة، وهو عبارة عن إيْوان كان قد بني في عام 1948 بمساحة 6,500 قدم مربع، لونه زهري، مكون من أربع غرف نوم، يقع على واجهة بحرية على طريق نورث باي 5860 في ميامي بيتش في ولاية فلوريدا وكان له مدخل مباشر إلى خليج بيسكاين. لكن الحكومة الأمريكية انتزعت منه الملكية في عام 1987. وفي عام 2014 تم شراء هذا العقار بعد مضي سنوات عليه من قبل صاحب سلسلة الوجبات السريعة «كريستيان دي بيردوار» وزوجته «جنيفر فالوبي» بأقل من 10 ملايين دولار. وقد استأجر «دي بيردوير» طاقم تصوير للأفلام الوثائقية وصيادي كنوز محترفين للبحث في المبنى قبل وبعد الهدم عن أي شيء يتعلق بإسكوبار أو الكارتل، وقد وجدوا ثقوبا غير عادية في الأرضيات والجدران، وتبين أنه كانت هناك خزنة قد سرقت من حفرة في أرضية رخامية قبل أن تفحص بشكل صحيح.
كما أن إسكوبار كان يمتلك منفذا كبيراً للفرار في الكاريبي في جزيرة إسلا غراندي، وهي أكبر الجزر المرجانية التي يبلغ عددها 27 مكونة جزر روزاريو، التي تقع على بعد حوالي 22 ميلا من كارتاهينا، بنى فيها قصراً ذا ساحات كبيرة وحمام سباحة كبير، ومهبطا لطائرة الهليكوبتر، وبعد مرور 22 عاماً على وفاة إسكوبار أصبحت متآكلة، تغطيها النباتات وتسكنها الحيوانات المتوحشة.

## حقائق وارقام
جنت كارتل ميديلين خلال ذروة عملياتها أكثر من 70 مليون دولارا أمريكيا يومياً (حوالي 26 مليار دولار سنويا). وكانت تهرب ما مقداره 15 طناً من الكوكايين يومياً، بقيمة أكثر من نصف مليار دولار إلى الولايات المتحدة، وكانت الكارتل تنفق أكثر من 1,000 دولار أمريكي في الأسبوع على شراء الأربطة المطاطية لتربط بها الأوراق المالية، وتخزين أغلبها في المستودعات. وكان لا بد من شطب عشرة في المائة (10%) من النقد سنويا بسبب «التلف» الذي تسببه الفئران.
عندما سئل إسكوبار عن أساس أعمال الكوكايين، أجاب قائلا : «[الأعمال] بسيطة: ترشي شخصاً هنا، وترشي شخصاً هناك، وتدفع لصاحب مصرف ودود ليساعدك في جلب المال».
في عام 1989، نشرت مجلة (فوربس) أن إسكوبار واحد من 227 مليارديرات العالم، حيث بلغت ثروته الصافية ما يقرب من 3 مليارات دولار أمريكي في الوقت الذي تسيطر فيه كارتل ميديلين على 80% من سوق الكوكايين العالمي. ويعتقد أن إسكوبار هو الممول الرئيسي لنادي أتلتيكو ناسيونال في ميديلين، الذي فاز في كوبا ليبرتادوريس عام 1989 في بطولة أمريكا الجنوبية لكرة القدم.
في الوقت الذي ينظر إليه على أنه عدو للحكومتين الأمريكية والكولومبية، فقد كان إسكوبار بطلاً في نظر الكثير من سكان ميديلين (وخاصة الفقراء). كان ذو علاقات عامة طبيعية، وكانت أخلاقه حسنة مع الفقراء في كولومبيا. وهو محب للرياضة طول حياته، وله الفضل في بناء ملاعب كرة القدم والساحات الرياضية، فضلاً عن رعايته لفرق كرة القدم للأطفال. كما أن إسكوبار كان مسؤولاً عن بناء المنازل وملاعب كرة القدم في غرب كولومبيا، الشيء الذي أكسبه شعبية كبيرة بين الفقراء.[بحاجة لرقم الصفحة] كان يعمل بجهد ليزرع صورة روبن هود، بتوزيع الأموال من خلال مشاريع الإسكان والأنشطة المدنية الأخرى، والتي أكسبته شعبية بين السكان المحليين للمدن التي كان يتردد عليها. كان بعض سكان ميديلين يساعدون إسكوبار في مراقبة الشرطة لكي لا تقبض عليه، ويخفون كل المعلومات عن السلطات، ويقومون بأي شيء يقدرون عليه لحمايته. في ذروة قوته، قام مهربو المخدرات من ميديلين ومناطق أخرى بتسليم ما بين 20% و35% من أرباحهم المرتبطة بالكوكايين الكولومبي إلى إسكوبار، لأنه كان هو الذي يقوم بشحن الكوكايين بنجاح إلى الولايات المتحدة.[بحاجة لمصدر]
أدى كفاح الكارتلات الكولومبية المستمرة للحفاظ على التفوق بأن تصبح كولومبيا عاصمة القتل العالمية بشكل سريع في حصيلة تقدر 25,100 وفيات عنف في عام 1991 و27,100 في عام 1992. وازداد هذا المعدل بسبب إسكوبار حيث كان يقدم المال للقتلة المأجورين الذين يعملون لديه كمكافأة لقتل ضباط الشرطة، وقد توفي منهم أكثر من 600 نتيجة لذلك.
يقول ابنه خوان (حالياً «سيباستيان ماروكين») في مقابلة مع مجلة «دون خوان»: «عندما كنا في مخبأ في جبال ميديلين، اشعل أبي 2 مليون دولار نقدا لتدفئتي أنا وأختي من البرد وإعداد الطعام.»
ووفقا للمقابلة، كان إسكوبار ينقل عائلته وهي معصوبة العينين كل 48 ساعة من بين 15 مخبأ مختلف في جميع أنحاء ميديلين لأنه لا يريدهم أن يعرفوا أين كانوا. وبمجرد أن تصل العائلة إلى منزل معين، يطلب منهم تفتيش الموقع بتفاصيل دقيقة لمعرفة ما إذا كانوا قد عرفوا المنطقة، وإذا كانوا قد عرفوها، يتم نقلهم على الفور ويتم القضاء على الموقع كمخبأ مستقبلي. وفي حالة أنه تم القبض على أقارب إسكوبار وتم تعذيبهم، فإنهم لن يكونوا قادرين على كشف أي معلومات عن مواقع مخابئهم ببساطة لأنهم لم يسمح لهم معرفة أين كانوا يختبؤن.

### أين اختفت ملايين بابلو؟
لا يملك تجار المخدرات محاسبة رسمية مفتوحة مع السلطات، ولكن كانت هناك أدلة على أن كارتل ميديلين لديها روبرتو إسكوبار كبير محاسبي الكارتل وشقيق بابلو إسكوبار، وكذلك لدى كارتل كالي في ذلك الوقت رئيس محاسبة كان يتبع بعض الأوامر، مثل: الإيرادات، وتكاليف رأس المال، والنفقات (خاصة الرشاوي الموثقة بشكل صحيح) لاستخدامها كسلاح فعال للابتزاز لضمان الحماية من السلطات أو الحكومة.
وتوجد فرضية لتقسيم الأصول إلى فئات لتسهيل فهم ما يحدث:
- الفئة الأولى: أصول سائلة مثل (النقد والسيارات والمنازل والملابس ..إلخ).
- الفئة الثانية: أصول مخفية في أماكن يمكن الوصول إليها بسهولة مثل (الكهوف والغابات والمقصورات السرية للمنزل ..إلخ).
- الفئة الثالثة: أصول مخبأة في أماكن بعيدة يصعب الوصول إليها في بنوك من البلدان الأخرى، وغسيلها من خلال الشركات الأجنبية، وما إلى ذلك.
- الفئة الرابعة: أصول مفقودة وقد ضاعت في عمليات نقل الأموال والإنفاق أو إخفاءها.

ويعتقد أن إسكوبار قد دفن ما يقدر ب 50 مليار دولار في جميع أنحاء كولومبيا، معظمها لم يعثر عليها لحد الآن. قام اثنان من ضباط وكالة المخابرات المركزية بالاشتراك مع إدارة مكافحة المخدرات في تصوير فلم وثائقي للبحث عن كنوز إسكوبار المدفونة يسمى (البحث عن ملايين إسكوبار "Finding Escobar’s Millions")، مكون من عدة حلقات، تبثه قناة ديسكفري.

### إسكوبار ووكالة المخابرات المركزية
تجسدت قصة إسكوبار تناقضات وسخافات وفساد ووفيات ناجمة عن الحرب على المخدرات. وكما حصل مع إمبراطورية آل كابوني التي سببت حظر الكحوليات في الولايات المتحدة، فإن ما حصل مع إسكوبار هو إنشاء قوانين أمريكية للمخدرات جعلت من نبتة الكوكا قيمة باهظة. فقد اجتذبت مليارات إسكوبار المفترسين مثل كارتل كالي وجورج بوش الأب، فلم تكن مطاردتهم لإسكوبار بغرض حرب المخدرات؛ فبعد موته دخل الكوكايين إلى أمريكا عبر الطرق التقليدية، وتصدر الحكومات العاملة مع المنظمات الإجرامية أطنانا منه، منها كارتل كالي بالتعاون مع كبار أعضاء الحكومة الكولومبية. تم ضمان سقوط إسكوبار بعد أن تورط الأميركان أعقاب اغتيال المرشح الرئاسي غالان، الذي اتهم إسكوبار زوراً. وقد كانت إستراتيجية ماكرة استخدمها الجنرال مازا، الذي اتهم فيما بعد بالتآمر في قتل غالان، والعديد من خصوم إسكوبار المحليين في الشرطة يتقاضون أموال المخدرات من كارتل كالي.
لم تكن قوة إسكوبار تستطيع مواجهة الموارد الضخمة لجورج بوش الأب. وبمجرد أن قرر بوش أن يجعل إسكوبار بعبع كوكايين عالمي، كانت إبادته لا مفر منها. وإلى يومنا هذا، رفضت وكالة المخابرات المركزية أن تصرح بأي معلومات حول تورطها مع لوس بيبيس ومقتل إسكوبار. فإذا كان البحث عن إسكوبار ليس لإنقاذ الناس من الكوكايين، إذاً من المستفيد؟ إما المصارف، أو المصالح التجارية والعسكرية التي يملكها بوش، في حين أن قصة الحرب على المخدرات استخدمت فقط للتغطية. إن جميع اللاعبين في الصراع (الكارتلات والشرطة والقوات الكولومبية) كانوا يقاتلون بأسلحة معظمها مصنوعة في أمريكا.

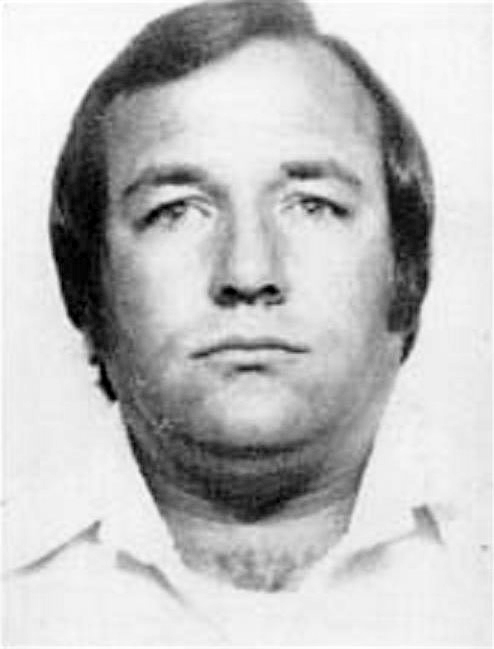
باري سيل

يدعي الطيار السابق لوكالة المخابرات المركزية «تشيب تاتوم» أن بعض مليارات إسكوبار الموجودة في بنما انتهت في أيدي جورج بوش الأب، تماماً كما فعل إسكوبار عندما صفى أصول الأخوين غاليانو ومونكادا، وهكذا الكبير يأكل الصغير. لا عجب أن كميات الكوكايين ارتفعت بعد وفاة إسكوبار إثر قيام وكالة المخابرات المركزية بتسهيل إدخالها إلى أمريكا، تتوثق الحقيقة في قصة طيار تهريب الكوكايين باري سيل التابع لوكالة المخابرات المركزية، في الكتاب الثاني من ثلاثية الحرب على المخدرات للمؤلف «شون أتوود»: أمريكي الصنع: من قتل باري سيل؟ بابلو إسكوبار أو جورج بوش الأب. فقد كان باري سيل متعاونا بشكل كامل مع جماعة بوش وكذلك مع بيل كلينتون.

## في الثقافة الشعبية

### الكتب
كان إسكوبار موضوع لعديد من الكتب، منها:
- إسكوبار (2010) (Escobar)، بقلم روبرتو إسكوبار، الذي كتبه شقيقه يظهر كيف أصبح سيئ السمعة وموته في النهاية.[89]
- أخي - بابلو إسكوبار (2016) (My Brother - Pablo Escobar)، بقلم روبرتو إسكوبار. ISBN 978-0692706374.
- ملوك الكوكايين (1989) (Kings of Cocaine)، بقلم غي غوليوتا، يعيد تاريخ وعمليات كارتل ميدلين، ودور إسكوبار.[90]
- قتل بابلو: البحث عن أعظم دولة خارجة عن القانون (2001) (Killing Pablo: The Hunt for the World's Greatest Outlaw)، لمارك بودن، [91][92] يتعلق الكتاب بكيفية قتل إسكوبار وتفكيك الكارتل من قبل القوات الخاصة الأمريكية والاستخبارات والجيش الكولومبي ولوس بيبيس.[93]
- بابلو إسكوبار: أبي (2016) (Pablo Escobar: My Father)، خوان بابلو إسكوبار، ترجمة أندريا روزنبرغ.[94]
- بابلو إسكوبار: ما وراء ناركوس (2016) (Pablo Escobar: Beyond Narcos)، شون أتوود، يحكي قصة بابلو وميديلين كارتيل في سياق الحرب الفاشلة على المخدرات؛ ISBN 978-1537296302
- أمريكي الصنع: من قتل باري سيل؟ بابلو إسكوبار أو جورج هو بوش (2016) (American Made: Who Killed Barry Seal? Pablo Escobar or George HW Bush)، من قبل شون أتوود، تتحدث قصة بابلو بأنه مشتبه في قتل طيار وكالة الاستخبارات المركزية باري سيل؛ ISBN 978-1537637198
- محبة بابلو، كراهية إسكوبار (2017) (Loving Pablo, Hating Escobar)، بقلم فيرجينيا فاليخو، وتم نشره من قبل بنغوين راندوم هاوس وترجم إلى 16 لغة.

### الأفلام
عدة أفلام عرضت عن إسكوبار وحياته، منها:
- بابلو اسكوبار: ملك الكوك (2007) (Pablo Escobar: The King of Coke): وهو فيلم وثائقي من قبل ناشونال جيوغرافيك، يضم لقطات أرشيفية والتعليق من قبل اطراف لها علاقة.[95][96]
- إسكوبار (2009) (Escobar): تأخر بسبب مشاركة المنتج أوليفر ستون مع فيلم دبليو (2008) الذي يتحدث عن سيرة الرئيس الأمريكي السابق جورج دبليو بوش. ولا يزال تاريخ إطلاق فيلم إسكوبار غير مؤكد.
- قتل بابلو (2011) (Killing Pablo): تم تطويره في عدة سنوات وتم إخراجه على يد جو كارنهان، وهو يستند على كتاب مارك بودن في عام 2001 في نفس العنوان.
- إسكوبار: الفردوس المفقود (2014) (Escobar: Paradise Lost): وهو فيلم رومانسي يتحدث عن متزلج أمواج كندي ساذج يقع في حب فتاة يتضح فيما بعد أنها ابنة إسكوبار.
- محبة بابلو (2017) (Loving Pablo): وهو فيلم إسباني من عام 2017 يستند إلى كتاب فيرجينيا فاليخو (محبة بابلو، كراهية إسكوبار) بطولة خافيير باردم بدور بابلو إسكوبار، وبينيلوب كروز بدور فرجينيا فاليخو.[97]
- صناعة أمريكية (2017) (American Made): وهو فيلم سيرة ذاتية أميركي من عام 2017 لباري سيل؛ وقد قام «موريسيو ميجيا» بدور إسكوبار.[98]

### التليفزيون
- أعلن نتفليكس عن بث مسلسل يحمل اسم ناركوس يتحدث عن قصة بابلو اسكوبار.[99][100]

## وصلات خارجية
- بابلو إسكوبار على موقع IMDb (الإنجليزية)
- بابلو إسكوبار على موقع الموسوعة البريطانية (الإنجليزية)
- بابلو إسكوبار على موقع إن إن دي بي (الإنجليزية)
- بابلو إسكوبار على موقع قاعدة بيانات الفيلم (الإنجليزية)
- «إسكوبار».. الفردوس المفقود
- بابلو إسكوبار : أشهر مهربي المخدرات في العالم

وصلات خارجية إنجليزية
- "The Abandoned House of Pablo Escobar". noaccess.eu. مؤرشف من الأصل في 2015-09-02.